# Михайловское артиллерийское училище
Миха́йловское артиллери́йское учи́лище — военно-учебное заведение Российской империи, открытое в Санкт-Петербурге 25 ноября 1820 года по инициативе генерал-фельдцейхмейстера великого князя Михаила Павловича (ВП 9.05.1820) для подготовки офицеров артиллерии. 
Позже училище стало подготовительным заведением для Михайловской артиллерийской академии. Изначально училище было рассчитано на 120 штатных и 28 сверхштатных учащихся и предусматривало 5-летний курс обучения. После кончины его основателя, училище получило наименование Михайловского (ВП 19.09.1849). Первый официальный выпуск юнкерских классов, состоялся в феврале 1823 года, офицерских классов — в 1825 году (11 января было выпущено 38 офицеров).
Было формально расформировано 6 ноября 1917 года, фактически — реорганизовано в 1-е Советские артиллерийские Петроградские командные курсы. Всего за своё более чем 90-летнее существование, училище выпустило свыше 5 тыс. артиллерийских офицеров.
Праздник — 8 декабря (25 ноября). Училищная церковь в честь св. Александра Невского освящена в 1825 году.
«Клуб выпускников Коломенского (Михайловского) артиллерийского училища»

«Российская Императорская армия в Санкт-Петербурге»

«Русская Императорская армия»

«Офицеры Русской Императорской армии»

## Статистическая справка
При открытии, училище состояло из одного низшего отделения — юнкерского. В 1820 году на юнкерское отделение были зачислены 19 юнкеров из учебных рот и 22 вновь поступивших. В 1821 году принято ещё 76 человек. Юнкера были разделены по знаниям на три класса. В 1822 году учреждены старший (четвёртый) и низший (подготовительный) юнкерские классы. Низший класс офицерского отделения был открыт в 1823 году, старший — в 1824 году. В офицерском отделении разрешалось присутствовать на лекциях также всем артиллерийским офицерам, находящимся в Санкт-Петербурге. В училище принимались дети поначалу только потомственных дворян в возрасте 14-18 лет (смотря по тому, в какой класс поступал абитуриент). Для этого необходимо было сдать строгие экзамены — до 1823 года в артиллерийском отделении Военно-учёного комитета, затем — в училище. Позднее стали принимать детей из других сословий. С 1828 года начали принимать в офицерские классы воспитанников, отлично окончивших кадетские корпуса. С 1853 года опять стали принимать в училище только детей потомственных дворян.

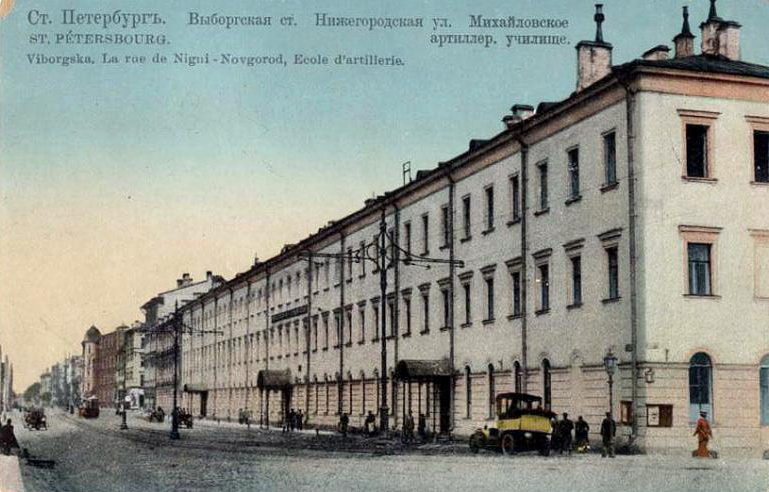
Пиротехническая школа на Нижегородской улице (Выборгская сторона).

В первой половине XIX века довольно многие воспитанники не смогли должным образом окончить курс. Из поступивших в 1825—1857 годах 1197 человек, в офицерские классы переведены 597 (50 %), а не достигли офицерского звания 327 (28 %). Поэтому в конце 50-х годов началась постепенная реорганизация училища. 30.VIII.1855 последовало преобразование офицерских классов училища в Михайловскую артиллерийскую академию. В 1856 году был закрыт младший класс училища. С 1859 года изменился порядок комплектования училища: в оставшиеся два класса принимались юнкера и унтер-офицеры (фейерверкеры) со средним и высшим образованием (последние прямо в старший класс) независимо от происхождения, причём все они принимались на обучение в училище без проживания и питания (экстернатская форма обучения с проживанием, обмундированием, бельём и питанием только для нуждающихся). Экстерны, как назывались такие учащиеся, носили мундиры своих частей, находились в их подчинении и прикомандировывались к какой-нибудь артиллерийской части, стоящей в Петербурге. Училище не имело права налагать на них взыскания и следило только за их учебным процессом. С 1860 года училище пополнялось преимущественно окончившими кадетские корпуса. В 1861 году артиллерийские отделения третьих специальных классов при Константиновском артиллерийском училище и во всех кадетских корпусах были закрыты, и все воспитанники этих классов были переведены в училище (в 1862 году — 89 человек, в 1863 году — 109, в 1864 году — 53), составившие специальный старший класс с курсом обучения в один год. C 1863 года приём по экзамену (юнкеров) и на экстернатскую форму обучения (экстернов) были прекращены. C этого учебного года училище превратилось в одногодичное и комплектовалось только за счёт артиллерийских отделений третьего специального класса в других учебных заведениях.
В 1865 году, с переименованием кадетских корпусов в военные гимназии, училище было реорганизовано в трёхгодичное в составе трёх классов. В младший класс училища принимались без экзамена лица, окончившие военные гимназии, или достигшие 16 лет выпускники гражданских учебных заведений по экзамену. Однако, в действительности, в училище поступали почти исключительно окончившие военные гимназии, а число лиц, поступивших со стороны, не превышало 5—7 %. Воспитанникам общевойсковых военных училищ по окончании в них курса было предоставлено право поступать в старший (3-й) класс училища, для чего этот класс разделили на два отделения: математическое (готовящее в академию) — для прошедших младший и средний класс военного училища, а также для своих воспитанников, и строевое (готовящее в войска с несколько облегчённым курсом) — куда принимались юнкера, переведённые из общевойсковых училищ, и по особому экзамену лица с правами вольноопределяющихся 1 разряда. Строевое отделение было упразднено в начале 1890-х годов. В 1894 году в училище был введён обязательный двухгодичный курс, и лишь особо преуспевающие юнкера могли оставаться на третий дополнительный курс, который насчитывал 60-80 человек, тогда как первый и второй курсы состояли из 180—190 человек каждый. Этот дополнительный курс давал преимущественное право на поступление в Михайловскую артиллерийскую академию или, при отсутствии такового желания у выпускника, давал право на выпуск в гвардию. Производство «дополнистов» в офицеры происходило не 6 августа, а 28 апреля в Царском Селе. Оно не отмечалось особенно торжественно, а носило, скорее, характер семейного торжества. Поздравлял юнкеров лично Государь Император, а после производства приглашал всех выпускников на завтрак в Зимний Дворец. При производстве в офицеры с дополнительного третьего курса, юнкера получали на обмундирование 600 рублей. По окончании двухгодичного курса присваивалось звание подпоручик. С 1903 года был установлен обязательный для всех юнкеров трёхгодичный курс обучения. С начала Первой мировой войны училище, также как и другие военные училища, перешло на ускоренный восьмимесячный курс обучения. Молодые люди стали выпускаться в чине прапорщика.

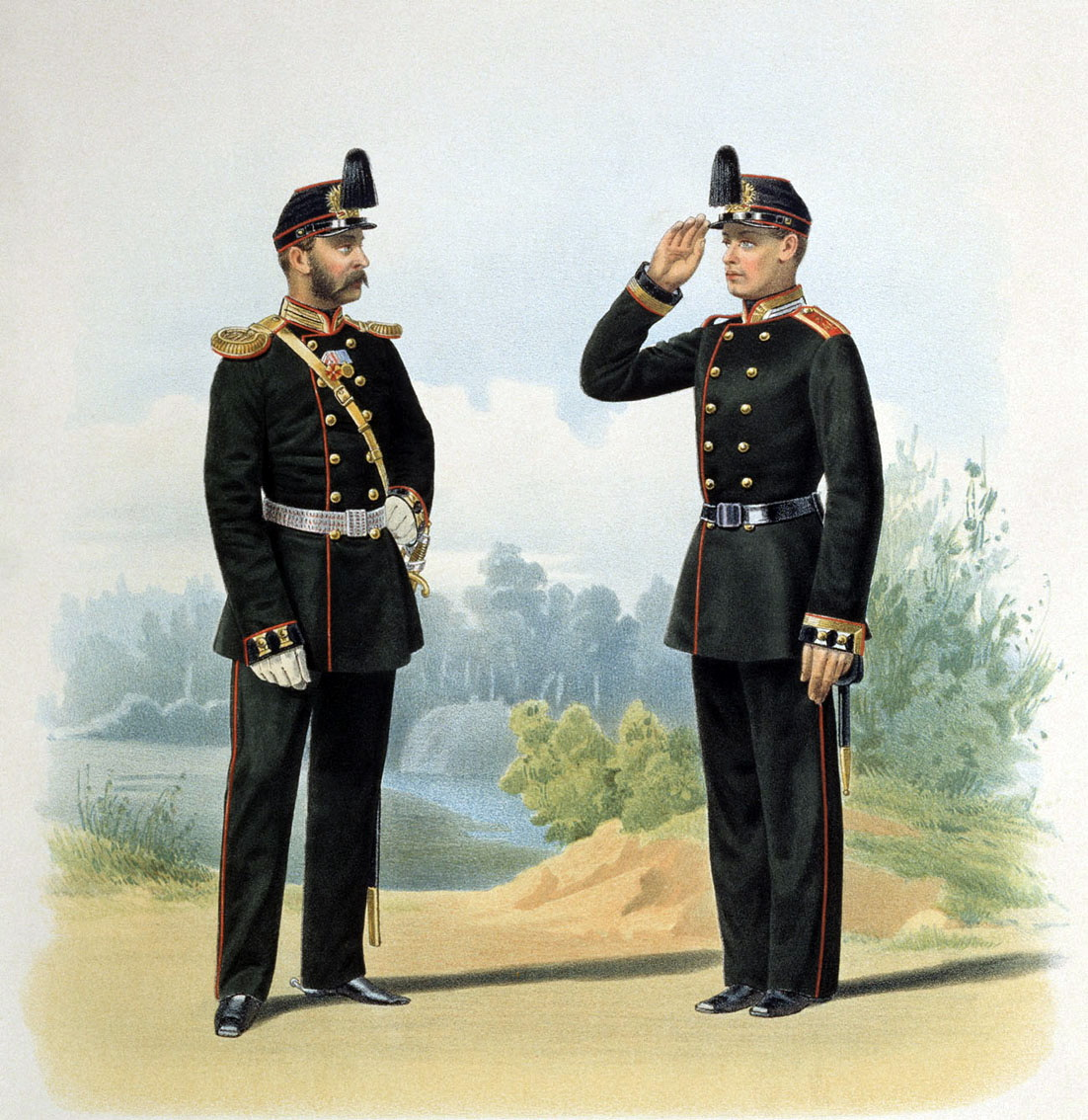
Пиратский К. К. Обер-офицер и юнкер в парадной форме образца 1864 года.

После открытия училища, в 1820—1821 годах штат юнкерского отделения — 24 портупей-юнкеров и 96 юнкеров, штат офицерского отделения — 24 прапорщика (младший класс) и 24 подпоручика (старший класс). Штатным расписанием также предусматривалось — командир училища (полковник или подполковник), 48 офицеров (в том числе шесть ротных офицеров, 32 преподавателя). В 1829 году штат юнкеров увеличен до 140 человек. В 1865 году — до 160 человек. Штатный комплект обучающихся в 1886 году — 425 юнкеров. К 1913 году штат училища состоял из начальника, 2-х батарейных командиров, 4-х полубатарейных командиров, 15-и младших офицеров и 450 юнкеров (по 150 юнкеров в каждом классе). На жалование учителям в 1820-х годах ежегодно расходовалось от 25 до 30 тысяч рублей. Многие преподаватели получали весьма значительное содержание для того времени, доходившее до 2 тысяч рублей в год.
В социальном отношении состав училища был преимущественно дворянским. Даже после 1876 года, когда путь в военные училища открылся для всех сословий, состав его мало изменился. Так в 1878 году из 157 юнкеров было: потомственных дворян — 130, детей офицеров и чиновников — 20, духовного сословия — 1, детей потомственных почётных граждан — 1, детей унтер-офицеров — 1, детей мещан — 4. В начале XX века социальный состав училища не претерпел сильных изменений. В 1906 (1908) году потомственных дворян было 108 (150) человек, личных дворян — 253 (229), других сословий — 61 (67), иностранцев — 3 (7).
В 1871—1879 годах в училище поступило 684 человека, из них выпускников военных гимназий — 418 (61 %), переведено из других военных училищ — 212 (31 %) и поступило по экзамену — 54 (8 %). Убыло за этот же период 675 человек, из которых 567 (85 %) выпущено офицерами и гражданскими классными чинами, переведено в другие военные училища — 16 (2 %), уволено до окончания курса — 24(3 %), выпущено в войска нижними чинами до окончания курса 60 (9 %) и умерло — 8 (1 %).
За первые 35 лет своего существования училище выпустило 375 офицеров (в том числе в 1826—1855 — 300). В дальнейшем же выпуск выглядел так: 1861—1865 — 285 человек, 1866—1870 — 390, 1871—1875 — 390, 1876—1880 — 363, 1881—1885 — 386, 1886—1890 — 378, 1891—1895 — 526, 1896—1900 — 1529. Всего с 1820 по 1895 год училищем было выпущено 3210 офицеров и 17 гражданских чинов. За весь XIX век было выпущено около 4,8 тысяч офицеров.
Училище готовило пополнение, главным образом, для армейской артиллерии. Однако были выпуски и в другие рода войск. Так в 1912 году было выпущено офицеров в Гвардейскую пехоту — 2, в Гвардейскую артиллерию — 5, в армейскую артиллерию — 128, в казачьи конные части — 1, в казачью артиллерию — 9.

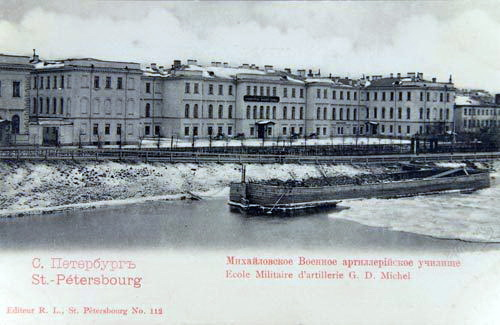
Главный корпус. Вид с Литейного моста (моста Александра II).
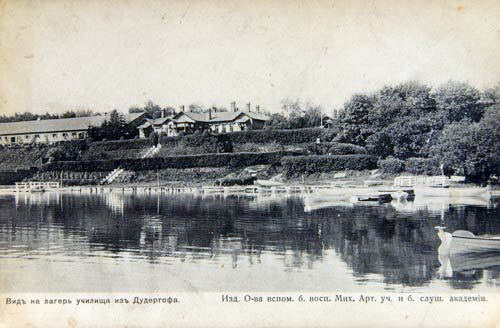
Красное село. Вид на лагерь училища из Дудергофа.
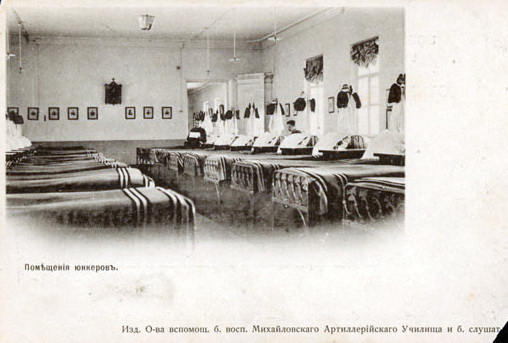
Помещения юнкеров.
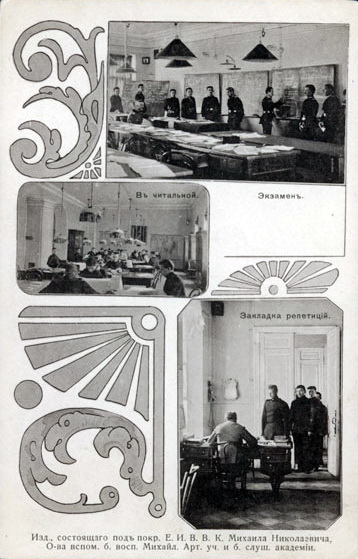
Экзамен. В читальной. Закладка репетиций.
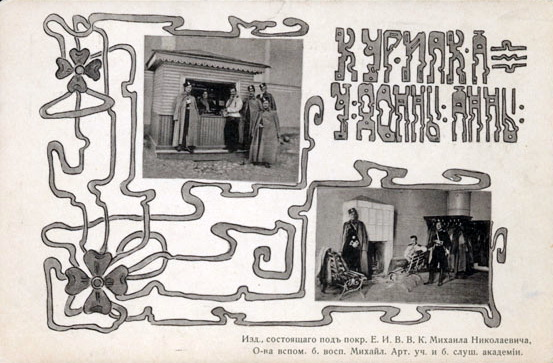
Почтовая открытка.

## История
К 1820 году артиллерийские войска получали своих офицеров частью из кадетских корпусов, частью из строевых юнкеров, производимых по экзамену в артиллерийском отделении Военно-учёного комитета, получивших специальное образование в юнкерских классах при двух учебных ротах гвардейской артиллерии. Кадетские корпуса к этому времени значительно утратили качество подготовки, а уровень образования в юнкерских классах был ещё более низким. Великий князь Михаил Павлович, менее года назад вступивший в управление артиллерией, предоставил на Высочайшее усмотрение план учреждения учебной артиллерийской бригады из трёх рот для подготовки фейерверкеров, а при ней артиллерийского училища для образования офицеров. 9.V.1820 план был Высочайше утверждён. 29.VII.1820 главноуправляющим бригадой и училищем назначен генерал-майор артиллерии А. Д. Засядко, командиром училища — капитан Н. В. Вохин, командиром бригады — полковник А. Я. Ваксмут.

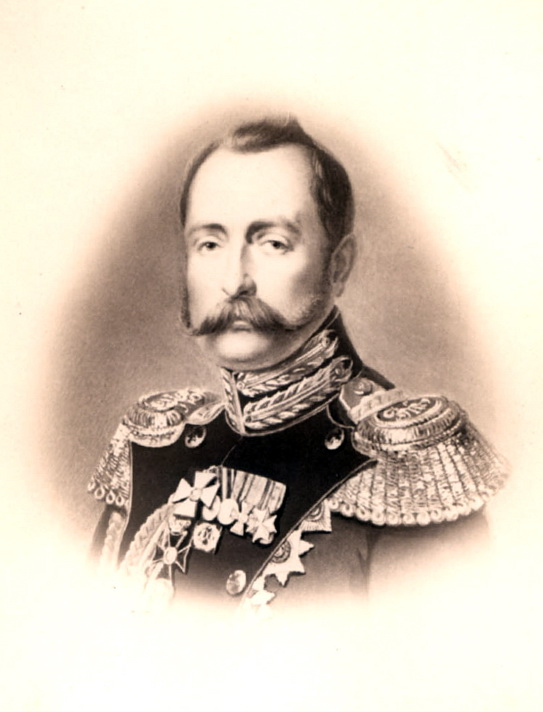
Великий князь Михаил Павлович.

Для бригады было приобретено на аукционе место и каменный двухэтажный дом с двумя флигелями и садом на Выборгской стороне на берегу Большой Невы рядом с деревянным разводным Литейным мостом. Это было здание бывшего Вдовьего дома. Купленное помещение не было приспособлено для устройства в нём учебного заведения, и в 1821 году была начата перестройка старого здания и возведение новых. Для новых сооружений была куплена территория у отставного вице-адмирала Данилова. В 1822 году были построены манеж, конюшни, а также новое здание, где разместилась столовая, конференц-зал и лазарет. На месте старого лазарета была возведена училищная церковь в честь св. Александра Невского, освящённая в 1825 году. В 1829 году в училище были расширены помещения, что позволило увеличить комплект юнкеров. Был увеличен штат юнкеров на 20 человек на условиях пансиона за первый год обучения. Был перепланированы плац и набережная. В 1853 году была Высочайше утверждена перестройка училища и возведение третьего этажа над классным флигелем и над флигелями, соединявшими средний корпус со зданием учебной бригады и с конференц-залом. Эти перестройки были окончены в 1856 году, на что было выделено из ведомства военно-учебных заведений 150 тысяч рублей на постройку и 10 тысяч рублей на мебель. Таким образом образовался целый комплекс зданий, включавший главный корпус с 1-м солдатским корпусом, офицерским флигелем и артиллерийским училищем, манеж с конюшнями, баню, пиротехническую школу, лабораторный корпус, экипажный сарай с конюшнями, орудийный сарай, офицерский корпус (угловой), малый манеж, церковь и другие здания. Позже при училище был создан ещё один большой Ломанский манеж, где производилась «езда в орудиях» и стрельба из револьверов. Он находился за три квартала от училища в специальном городке, ближе к северным окраинам столицы; там же были казармы для солдат и конюшни.
На часть денег, выделенных на первоначальное строительство, Засядко выписал около 200 сочинений на иностранных языках на сумму около 2 тысяч рублей и приобрёл физические приборы на сумму около 4 тысяч рублей. Таким образом было положено начало библиотеке и музею училища. Постепенно библиотека стала одной из лучших в стране. Ежегодно, в бюджете училища закладывалась огромная по тем временам сумма на пополнение её фондов — 9 тысяч рублей. В распоряжении училища оказалась часть библиотеки Варшавского арсенала. Училищу стали завещать свои коллекции частные коллекционеры. В 1835 году в училище открылась собственная типография — «литография», где печатались учебные пособия и схемы по заказу училища.
С 1827 года имена лучших выпускников стали заноситься на мраморную доску в конференц-зале, а с 1829 года имена погибших в сражениях или умерших от ран — на чёрную мраморную доску в церкви. Нередко на этих досках были выбиты имена одних и тех же выпускников.
В 1845 году бывшие воспитанники училища собрали деньги, которые хотели потратить на создание бюста основателю и попечителю учебного заведения. Однако великий князь Михаил Павлович решительно отказался, посоветовав потратить сумму на более нужное дело. Было решено положить деньги в кредитное учреждение, и проценты тратить на поощрение учащихся. Таким образом было положено начало Михайловской премии. Официально же премия была учреждена в память основателя через год после его кончины в 1850 году. Премия составляла 500 рублей и выдавалась ежегодно 28 января в день рождения великого князя Михаила Павловича за лучшие сочинения, переводы, изобретения и усовершенствования в области артиллерии.

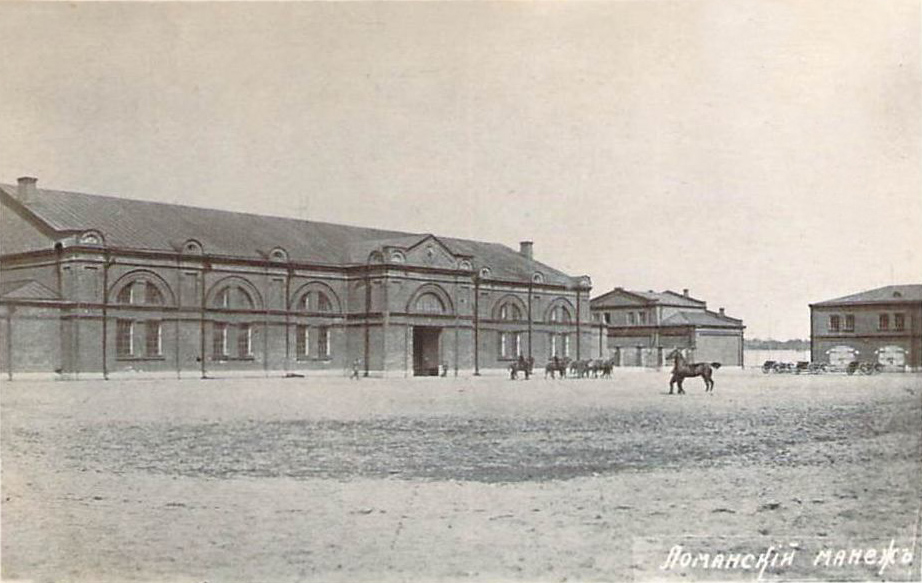
Ломанский манеж

В 1853 году в училище учреждена конференция, как постоянно действующий совещательный орган, с установленными правами и обязанностями составляющих её членов. До этого года конференции созывались в разное время для рассмотрения вопросов по учебной части и её состав в каждом отдельном случае определялся главноначальствующим. Теперь в состав конференции вошли постоянные члены и члены, назначаемые главным начальником ГУВУЗ. Постоянными были инспектор классов и профессора. Председателем конференции был начальник училища. Вопросы были следующие: избрание преподавателей и лиц для командировок за границу и внутри России, обсуждение результатов экзаменов, рассмотрение сочинений, проектов и изобретений учащихся, выбор кандидатов на премию, подбор пособий для пополнения библиотеки и так далее.
В 1863 году к училищу причислен «класс донских урядников», до этого времени состоявший при Гвардейской артиллерийской школе. В 1877 году он переименован в «класс казачьих артиллерийских юнкеров», но через два года совершенно упразднен. После этого казачьи юнкера проходили систематическую подготовку в училище.
В 1865 году на денежные средства, собранные всеми чинами академии и училища, был создан образ св. Николая Чудотворца в память о безвременно ушедшем великом князе Николае Александровиче. Образ был установлен в церкви училища.
В 1868 году, когда жители некоторых частей России страдали от неурожая, юнкера обратились к начальнику училища с просьбой давать им за обедом в течение 5-и месяцев два блюда, вместо трёх с тем, чтобы стоимость третьего блюда поступила в распоряжение Комитета по делам голодающих. Таким образом в распоряжение комитета поступило около 500 рублей.
Училище всегда славилось своими балами, особенно шикарным был бал 25 ноября — в день училищного праздника. Конкурировать с училищем могли только Морской корпус и Николаевское инженерное училище, но в смысле величины и простора помещений михайловцы были вне конкуренции.
В 1895 году Михайловское артиллерийское училище отмечало 75-летний юбилей, а Михайловская артиллерийская академия 40-летие с момента образования на основе Офицерских классов Михайловского училища. К этой дате планировался выпуск юбилейного альбома, но по неустановленным причинам к юбилейной дате он не вышел. 13 февраля 1896 года Михайловскую военную академию и училище посетил император Николай II и императрица Александра Федоровна. В том же году Фототипией А.И. Вильборг (Санкт-Петербург) был выпущен Альбом Видов Михайловской Артиллерийской Академии и Училища с указанием юбилейной даты и фотографией 1896 года, запечатлевшей визит императорской четы.
Училище не принимало участия в выступлении юнкеров в Петрограде в октябре 1917 года. Предпоследний начальник училища П. П. Карачан ещё в Февральскую революцию был одним из первых, который привёл своих юнкеров к присяге на верность новой революционной власти. Несмотря на это, сам Карачан в ходе юнкерского мятежа был убит. Однако часть офицеров и юнкеров, не принявших революционные события, до этого принимала активное участие в вооружённой защите Зимнего Дворца. Также впоследствии пятьдесят юнкеров бежали из Петрограда на Дон к генералу Корнилову, бывшему выпускнику училища, где уже к середине ноября была создана Сводная Михайловско-Константиновская артиллерийская рота. Константиновцы составили первые три взвода, михайловцы — 4-й взвод. Командиром роты был капитан Н. А. Шоколи — курсовой офицер Михайловского училища. В дальнейшем, рота принимала участие в Ледяном походе Добровольческой армии и в боях с большевиками. В годы Второй Мировой войны, Шоколи состоял на службе германских вооружённых сил и его последняя должность была — начальник отдела кадров штаба вспомогательных войск ВС КОНР. По другим данным, Сводной Михайловско-Константиновской батареей командовал Д.Т. Миончинский.

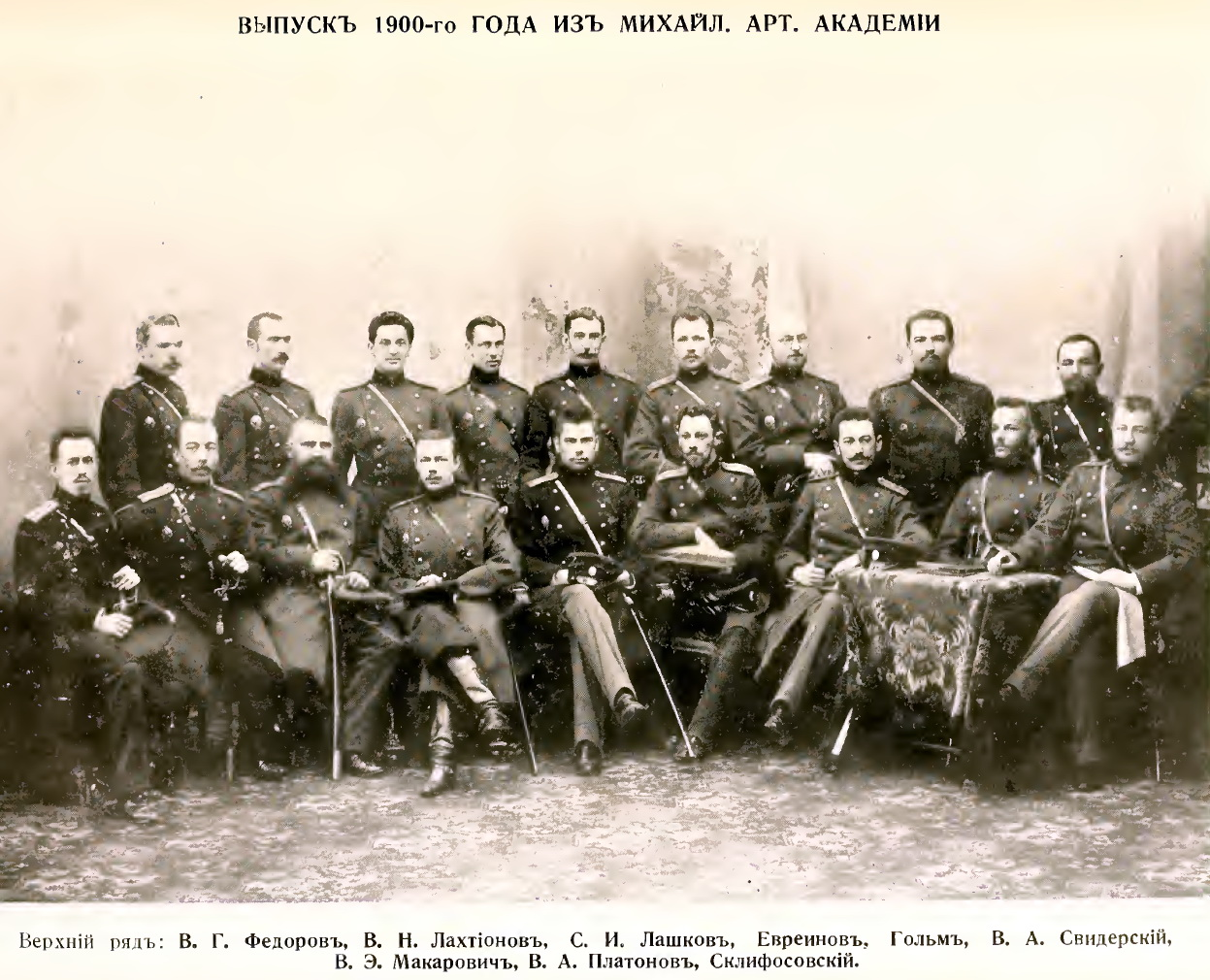
Выпуск академии 1900 года. Сидит крайний слева — Агокас С. В..
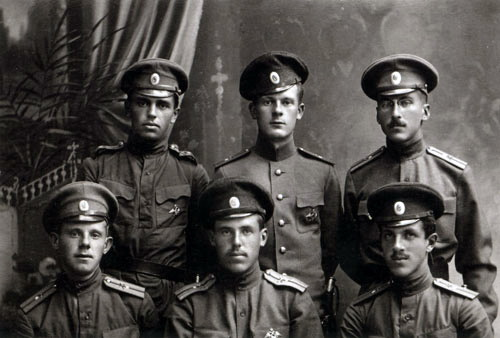
6-й ускоренный выпуск училища военного времени 29 июня 1916 года.
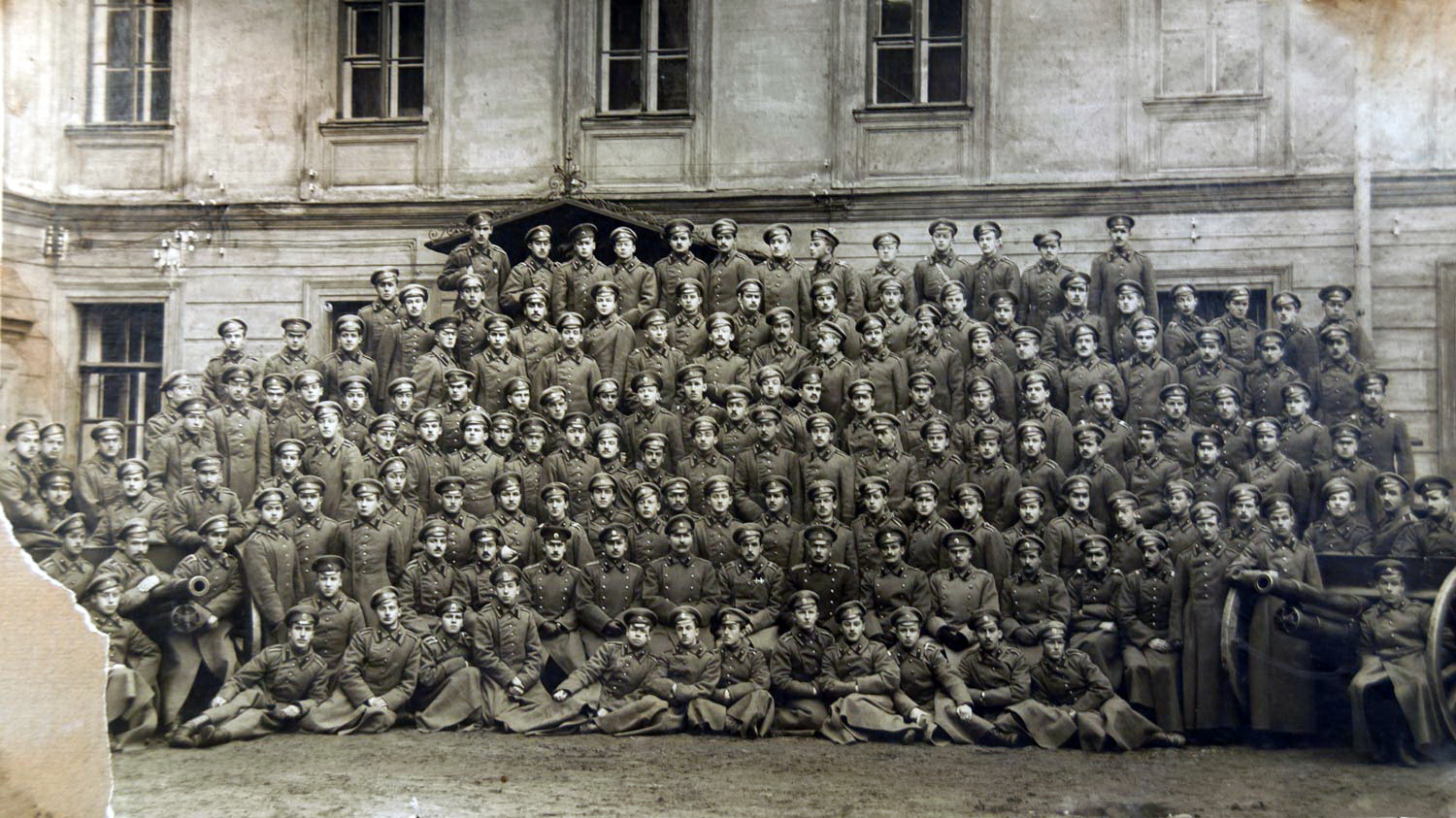
7-й ускоренный выпуск училища военного времени 22 декабря 1916 года.
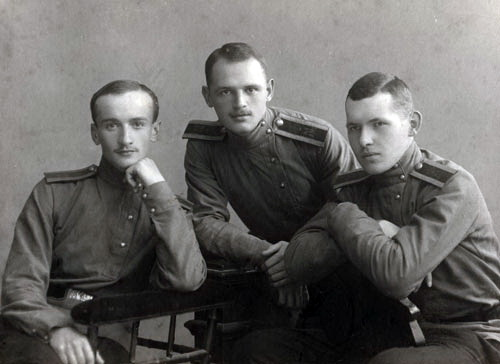
Юнкера ускоренных курсов.

## Устройство и учебная программа
Михайловцы и обстановка их училища производили впечатление настоящего храма науки, а мои давние товарищи по корпусу приобрели скорее вид учёных, нежели легкомысленных юнкеров. Чувствовалось, что училище живёт серьёзной трудовой жизнью, и в нём нет места показной стороне, нет места «цуку» и ненужной браваде.— А. Марков «Кадеты и юнкера»
После своего основания, училище состояло при учебной артиллерийской бригаде из трёх рот для подготовки фейерверкеров и непосредственно подчинялось командиру училища. Учебный процесс находился под контролем инспектора классов. Изначально училище и бригада находились в ведении артиллерийского ведомства и под личной опекой великого князя Михаила Павловича. Иерархия начальствующего состава по ниспадающей в училище была следующая: Великий князь — управляющий — командир. Начиная с графа Оппермана, в иерархию между великим князем и управляющим была добавлена ещё одна административная ступень — главноначальствующий. В 1826 году было положено начало отделению училища от учебной бригады. Поводом послужило то, что великий князь Михаил Павлович обнаружил в офицерском помещении на столике прапорщика развернутый альманах «Полярная Звезда», за что Бестужев был переведён в гарнизонную артиллерию на Кавказ, командиру бригады и училища Ваксмуту объявлен строжайший выговор, командир училища Затлер был помещён на гауптвахту и смещен с должности, а временный управляющий Козен заменен на Сумарокова. В 1834 году училище было окончательно отделено от бригады с устранением должности управляющего и командира и с учреждением должности начальника училища. После кончины великого князя Михаила Павловича в 1849 году, училище перешло в ведение Главного управления военно-учебных заведений (ГУВУЗ), под опеку племянника основателя — главного начальника ГУВУЗ, великого князя и впоследствии императора Александра Николаевича. На тот момент начальником штаба великого князя Александра Николаевича по управлению военно-учебными заведениями был генерал-адъютант Ростовцев. В 1855 году в порядке административного и хозяйственного управления училище было объединено с академией и начальник академии стал и начальником училища. В 1863 году училище было выведено из ведения ГУВУЗ, возвращено в ведение артиллерийского ведомства и подчинено товарищу Генерал-фельдцейхмейстера великого князя Михаила Николаевича А.А.Баранцову. В 1899 году училище было отделено от академии, получило отдельного начальника и вместе с Константиновским артиллерийским училищем стало находиться в ведении начальника академии.
Первоначально, в строевом отношении, училище представляло собой дивизион. В 1832 году училище получило 8 трёхфунтовых «единорогов», и из дивизиона была образована 8-орудийная батарея с полной упряжкой. Начиная с 1898 года, училище в составе 450 юнкеров разделялось на 2 батареи, имевшие каждая полный комплект орудий и лошадей. Для удобного управления училищем по строевой и воспитательной части, юнкера были разделены на несколько отделений. Начальниками отделений были назначены строевые офицеры. В 1862 году трёхфунтовые пушки были заменены на четырёхфунтовые нарезные, заряжаемые с дула. В 1865 году на их смену пришли нарезные пушки, заряжаемые с казённой части.
В юнкерских классах преподавалась математика гимназического курса и аналитическая геометрия, древняя и средняя история, география, статистика, русский, французский и немецкий языки, закон Божий, иппология. В старшем юнкерском классе преподавалась полевая фортификация, материальная и техническая части русской артиллерии, черчение артиллерийское и ситуационное, практические занятия по физике и электротехнике. Сведения из топографии входили в курс прямолинейной тригонометрии. В 1832 году в училище впервые вводится курс прикладной механики, в 1834 году был введён курс начертательной геометрии. В 1837 году была устроена химическая лаборатория. Количество часов, отводимых на изучение средней и высшей математики, по сравнению с объёмом этих курсов в конце 1850-х годов, увеличилось более чем на 50 %, а по курсу артиллерии — почти на 100 %. В том же году в академии была отменена строевая подготовка, что повлекло за собой увеличение соответствующих часов в училище. В 1857 году была устроена артиллерийская лаборатория, так как летних занятий в лагерной лаборатории было недостаточно. В конце 1861 года была построена новая обширная химическая лаборатория, строительство которой обошлось в сумму около 100 тысяч рублей.

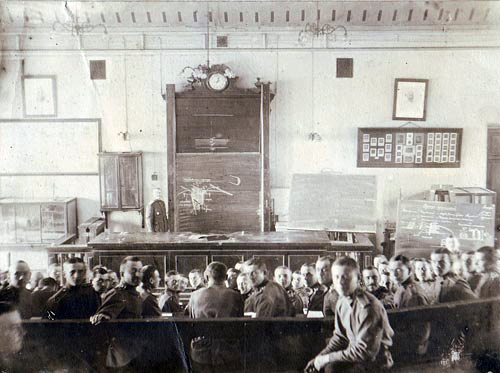
На лекциях. 1916 год.

В офицерских классах преподавали теорию выстрелов и употребление артиллерии в различных случаях войны, некоторые сведения из материальной и технической частей иностранных артиллерий, долговременную фортификацию, военное законоведение, тактику общую и артиллерии, стратегию, историю трёх последних столетий, дифференциальное и интегральное исчисления, статику, динамику, физику, химию, минералогию, русский, французский и немецкий языки.
С открытием курса практического офицерского класса, обучающихся офицеров стали командировать последовательно на несколько заводов для изучения технических устройств под руководством преподавателей училища. Эти занятия начались с 1838 года и производились после переноса экзаменов на май-июнь месяцы в течение трёх месяцев. В свою очередь учебный и офицерский состав училища посылали в командировки за границу для сбора полезных сведений по части артиллерии.
Строевые занятия в училище включали: пеший строй, верховую езду (с 1827 года), езду в орудийных упряжках, вольтижировку, фехтование, учения при орудиях, изучение материальной части орудий, уставов и правил стрельбы, гимнастику, танцы.
До 1826 года летом юнкера двух старших классов вместе с учебной бригадой вывозились в лагерь на Волково поле, где занимались изучением лагерной жизни, съёмкой и артиллерийским строем, но стрельбой занимались редко из-за недостатка орудий. В 1826 году в первый раз были собраны все военно-учебные заведения под Красным селом на берегу Дудергофского озера. На этот раз у училища были уже собственные орудия. Лошади доставлялись учебной бригадой, причём ездовыми были сначала нижние чины, а с 1830 года — юнкера. До 1829 года училище на три летних месяца вместе с другими частям стало располагаться лагерем в Красном селе. С 1827 года началось обучение юнкеров верховой езде. В 1829 году училище хотя и выступило в июне в Красное село, но 20 июля было переведено в Петергоф. Здесь Государь Император Николай I давал юнкерам некоторые вольности и устраивал развлечения. Например такие, как штурм Петергофских каскадов. В 1831 году (по случаю холеры) и в 1854—1855 годах (по случаю военных действий), лагерь военно-учебных заведений был переведён в Царское Село. В Красном селе продолжались практические занятия по стрельбе с обучающимися офицерами до 1848 года, далее занятия перенесли на Волково поле. В 1854—1855 годах военные преподаватели училища, а в 1855 году и обучающиеся офицеры командируются на летнее время на Невские батареи, В Кронштадт, Свеаборг, Выборг и Нарву для вооружения и командования укреплениями. В 1862 году лагерь был переведён обратно из Петергофа в Красное село.
В лагерях велось обучение боевой стрельбе на полигоне, выезды на позиции с полевыми учениями, глазомерная и инструментальная топографическая съёмки и тому подобное. Участвуя в стрельбах, каждый юнкер за три года мог оценить не менее 500 попаданий в неподвижные и подвижные цели и хотя сам, в последний год перед выпуском, имел право только на девять снарядов, все же, выходя офицером в батарею, имел уже достаточную практику. Практическое обучение в лагерях продолжалось до августа месяца, когда начинались подвижные манёвры, при участии всего лагерного сбора. В последний их день, обычно 6-го августа, присутствовал сам Государь Император и его свита с великими князьями, иностранными послами и генералитетом. Тут же он поздравлял выпускных юнкеров с производством в офицеры.

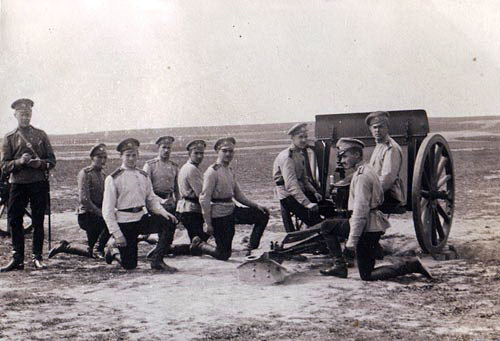
В летних лагерях. 1916 год.

Юнкера считались на действительной службе (при поступлении они приводились к присяге) и подчинялись тем требованиям дисциплины, которые были приняты для юнкеров, служащих в войсках. Так, например, юнкера не имели права посещать театры, ездить в экипажах (до 1832 года), тогда как кадетам корпусов это было разрешено. Юнкера училища считали эти лишения необходимыми, как свойственные званию, которое они носили и которым особенно гордились. Назвать юнкера училища кадетом значило нанести ему кровную обиду. Со словом «кадет» у юнкеров связывались такие понятия, как школьничество, невежество, бесправность. Кадета можно было бранить, сечь, говорить ему «ты», чего в училище принято не было. Жалоба и выдача провинившегося товарища — были в глазах юнкеров самым унизительным поступком, чувство товарищества доходило у них до спартанского самоотречения. Исключение большого числа юнкеров учебных рот при учреждении училища и в 1821—1822 годах за плохое поведение значительно повысило статус училища. А. Д. Засядко изложил свои взгляды на воспитание молодых людей в инструкции для командира училища и офицеров. Выполнение этих инструкций оказывало большое положительное влияние на создание климата в училище. Так, если проявления цука до 1840-х годов не носили систематического и повсеместного характера и не отличались жестокостью, а носили скорее характер шутки, то позже цук превращается в систему, когда неповиновение младшего старшему наказывалось беспощадно. Только начиная с конца пятидесятых годов неуставные отношения между юнкерами начинают постепенно ослабевать и к концу 1890-х годов исчезают совершенно.
Между Константиновским и Михайловским артиллерийскими училищами существовал дух соперничества и было некоторое противостояние. Так, например, михайловцы константиновцев называли «констапупами» и говорили, что они носят траур по пехоте (из-за чёрных выпушек на погонах). В свою очередь михайловцев называли «михайловнами» и смеялись над их традицией носить на младшем курсе шпоры, что строго воспрещалось. Но по существу это противостояние носило лишь внешний характер, вызванный традиционным соревнованием двух отличных артиллерийских училищ.
Обучающиеся офицеры жили в училище в отличие от юнкеров на казённых квартирах, обедали в столовой на час позже юнкеров, также как и юнкера подчинялись всем требованиям училища, блюстителем которых был дежурный офицер, имели право отлучаться из училища в любое время, но ночевать должны были в училище. С 1828 года обучающимся офицерам было разрешено жить у родных и знакомых, известных начальству училища. За провинности, они лишались не только этого права, но и отпуска. В 1860-х годах, после значительных перемен в организации училища, оно уже не имело прежнего характера закрытого учебного заведения с малолетними воспитанниками, отпускаемыми из заведения только по праздникам. Теперь уже и юнкера могли в свободное время выходить из училища и обязаны были являться только на ночлег.
Учебный курс начинался в январе. Юнкера вставали в 5 часов утра, ложились в 9 часов вечера. В училище ежедневно после завтрака производились разводы и ставили караул, сменяемый на время занятий и ужина. С 1827 года разводы были отменены. В летнее время караул ставили во дворе училище в гауптвахте. Каждый день было две лекции до обеда и две после обеда. Утренние лекции — двухчасовые от 8 до 12 часов, послеобеденные — полуторачасовые от 14 до 17 часов дня (впоследствии от 15 до 18 часов дня). В среду и субботу послеобеденных лекций не было. Это время посвящалось строевым учениям и фехтованию. С 1827 года юнкера вставали с 6 часов 30 минут утра, ложились в 22 часа. В 18 и 20 часов 30 минут давалось полчаса на отдых. В остальное время, не занятое лекциями, юнкера должны были заниматься, сидя у своих спальных столиков, не имея права ходить по дортуару (коридор с несколькими перпендикулярными к нему нишами, в которых были поставлены два ряда кроватей, по 10 в каждой нише). От 12 до 13 часов дня проходили фронтовые учения. В офицерских классах ежедневно назначались три двухчасовые лекции от 8 до 12 часов дня.
С марта 1848 года двухчасовые лекции заменены на полуторачасовые, кроме лекций черчения и рисования. С 1861—1862 годов вечерние лекции были отменены, обед перенесён на 15 часов дня, полугодовые экзамены отменены и заменены периодическими «репетициями» (разъяснение, повторение и проверка пройденного материала с группами по 3—5 человек). Два раза в неделю необходимо было сдать вечерние «репетиции», если юнкер не успевал к ней подготовиться, её можно было отложить (на юнкерском жаргоне — «заложить репетицию») с разрешения инспектора классов. На «репетициях» юнкерам выставлялись баллы. Средний балл из всех баллов, полученных на «репетициях» по предмету, имел одинаковое значение с годовым экзаменационным баллом. «Репетиции» проводились с 17 до 20 часов вечера. В 1865 году был осуществлён переход на утренние часовые лекции — по четыре лекции в день, начиная с 9 часов утра. Между лекциями — перерыв 15 минут.
При открытии училища оценка знаний юнкеров производилась по двенадцатибалльной системе. Затем, в «эпоху Сухозанета», училище перешло на пятидесятибалльную систему. В 1852 год, после поступления училища в ведение ГУВУЗ, для согласования положений всех учебно-заведений внутри одного ведомства, было принято решение вернуться опять на двенадцатибалльную систему.
Выпускные и офицерские экзамены производились в октябре в присутствии членов Артиллерийского отделения Военно-учёного комитета. Выпускали юнкеров по 4 разрядам. Окончившие по 1-му разряду производились в прапорщики и могли переводиться в младший офицерский класс училища, по 2-му разряду — производились в прапорщики и направлялись в войска, по 3-му разряду — оставались в училище ещё на один год, а выпускники 4-го разряда направлялись в войска юнкерами и должны были прослужить до производства в офицеры не менее 2 лет. Офицеры, показавшие наибольшие успехи в старшем офицерском классе, выпускались прапорщиками в гвардию. Выпуск из старшего класса в полевую артиллерию поручиками уставом не был определён, но постепенно введён в обычай с 1827 года. Офицеры младшего класса при переводе в старший класс производились в подпоручики, не успевающие переводились в гарнизонную артиллерию. С 1839 года по 1841 год постепенно переносятся выпускные экзамены с октября на август, то есть на время, когда юнкера училища возвращаются из летних лагерей. Выпуск офицеров в 1854 году по случаю военных действий происходил до летних лагерей.

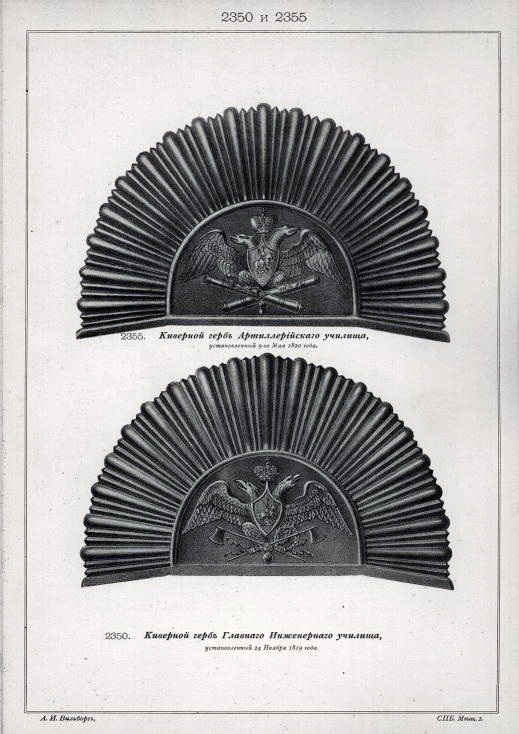
Киверный герб (верхний рисунок). Учреждён 9 мая 1820 года.
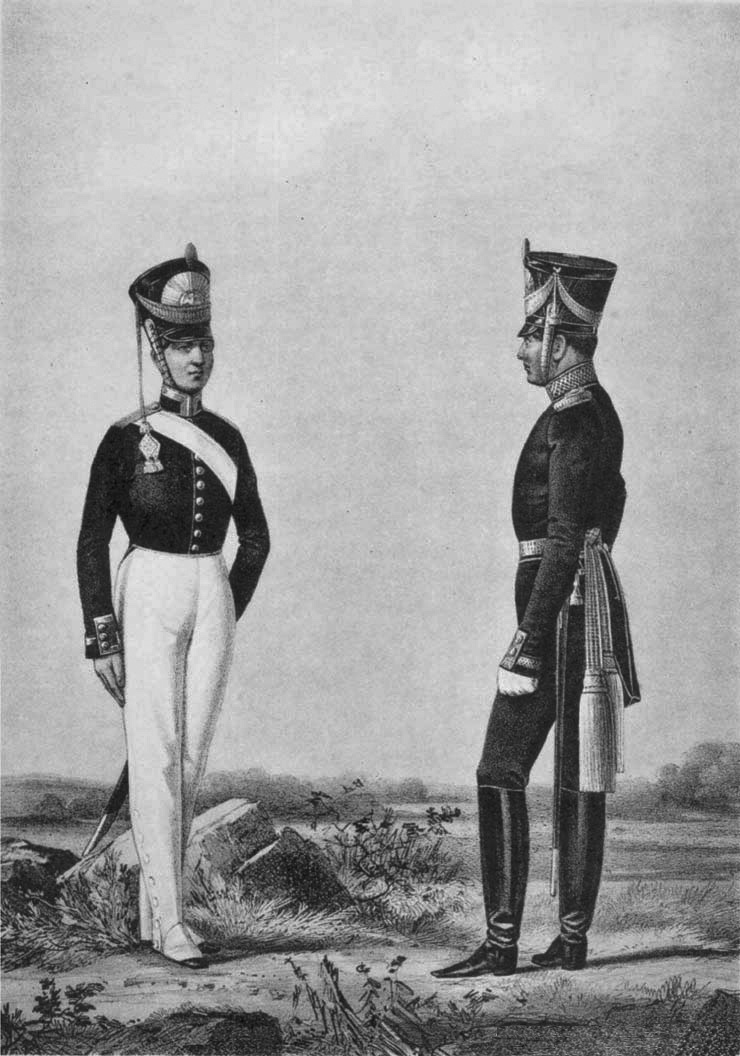
Юнкер и обер-офицер в 1820-1822 годах.
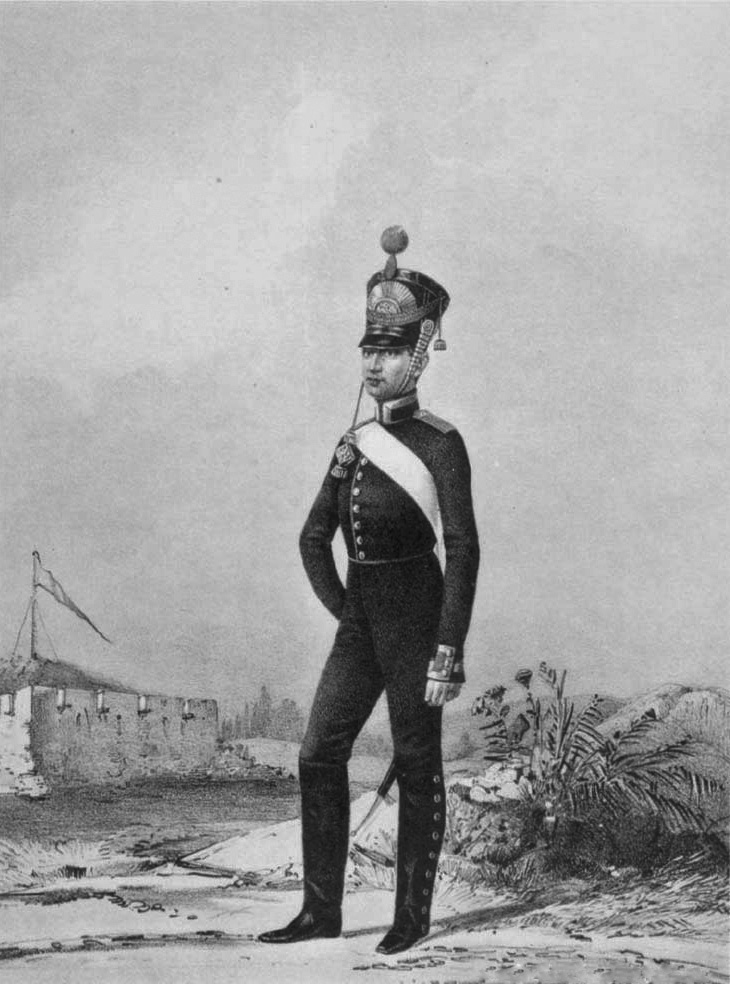
Юнкер в 1822-1824 годах.
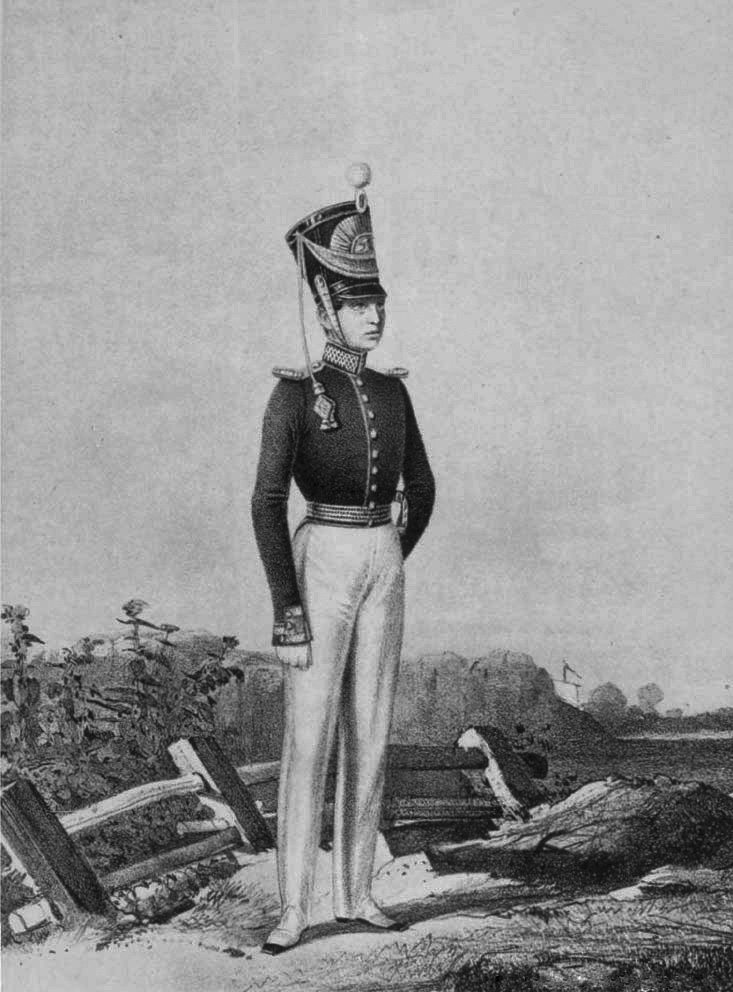
Обер-офицер в 1824 году.
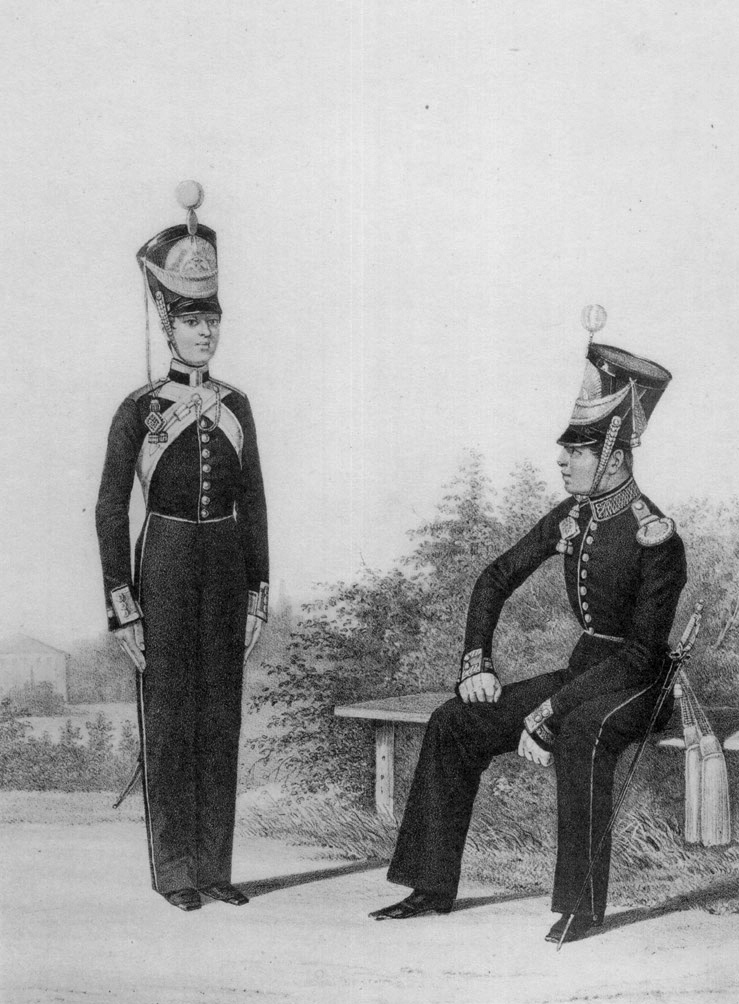
Юнкер и обер-офицер в 1826-1828 годах.
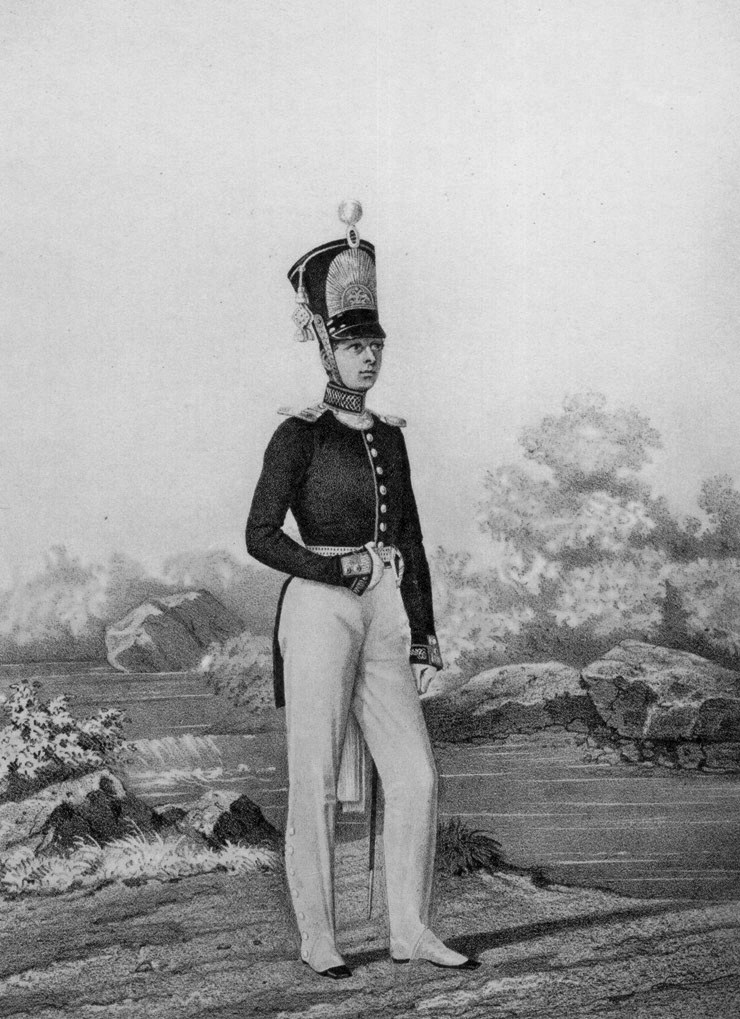
Обер-офицер в 1828-1830 годах.
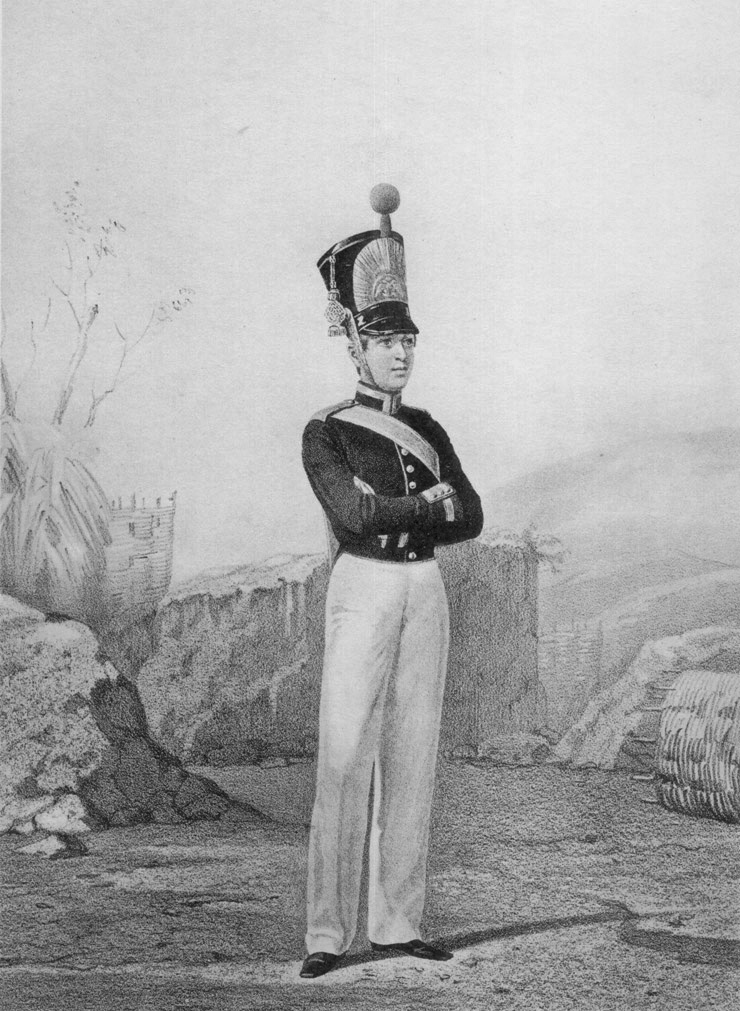
Юнкер в 1833-1844 годах.
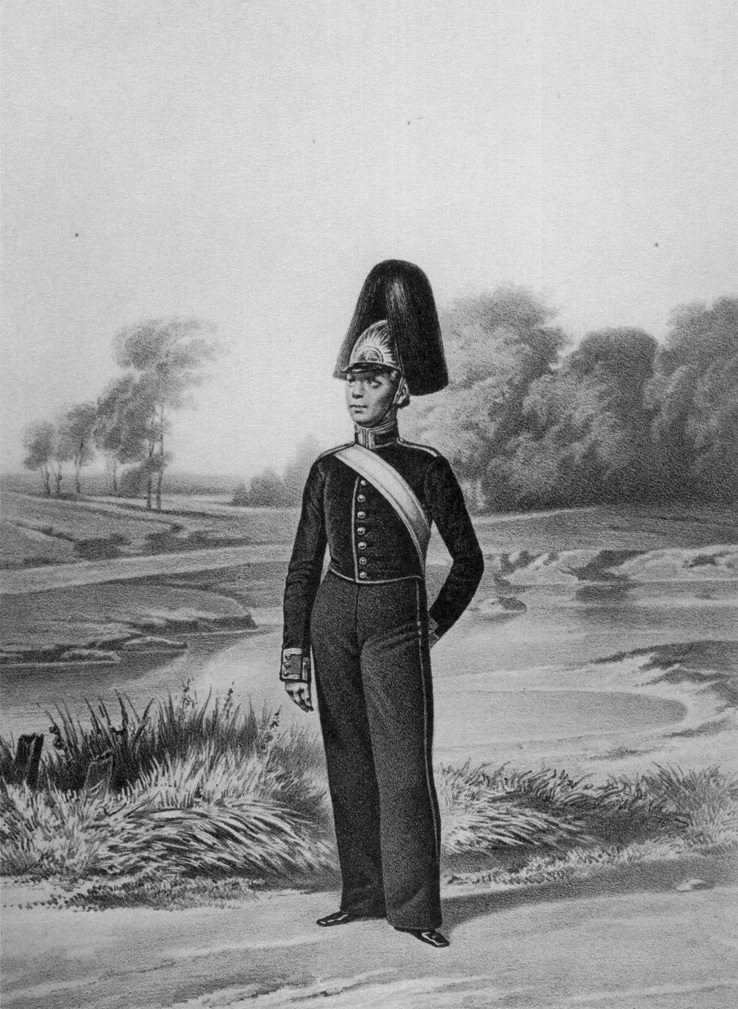
Юнкер в 1844-1849 годах.
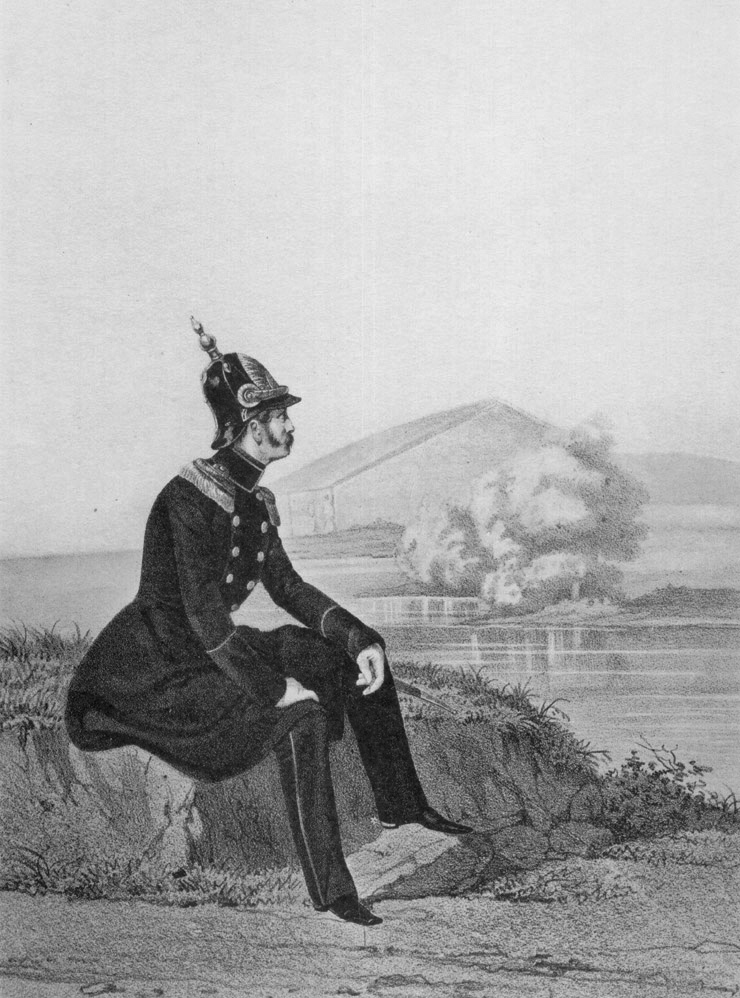
Штаб-офицер в 1845-1849 годах.
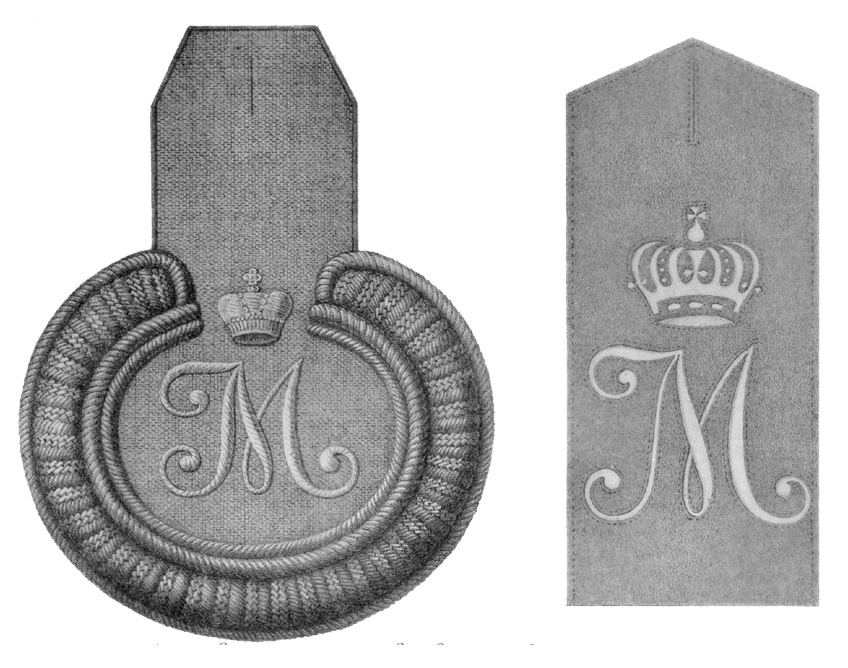
Обер-офицерский эполет и юнкерский плечевой погон. Учреждены 20 сентября 1849 года.
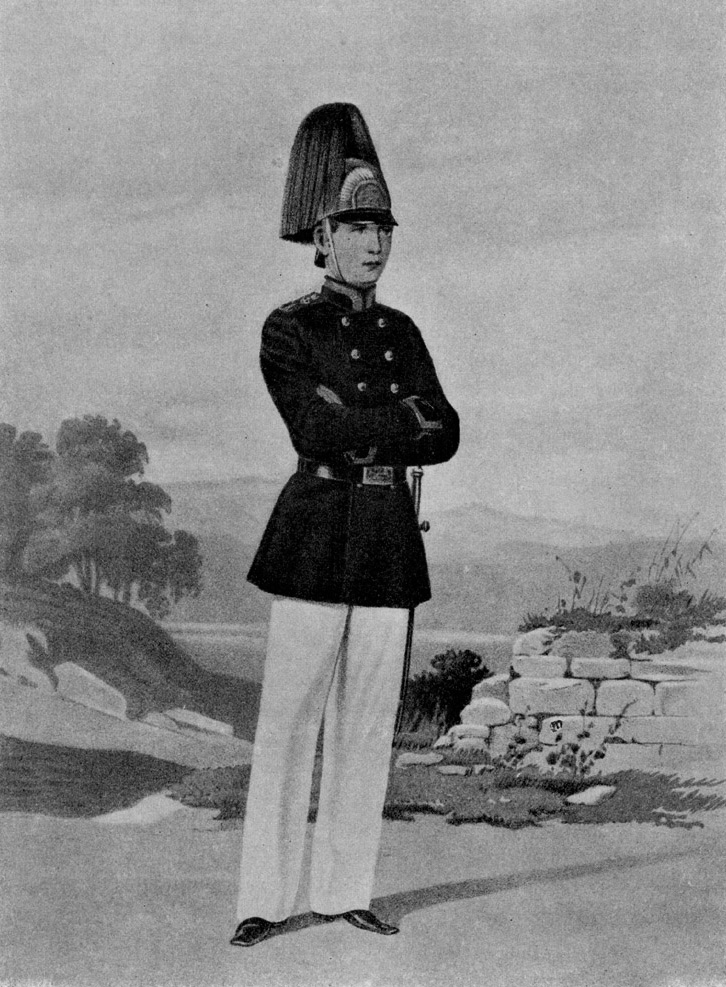
Юнкер 31 марта 1855 года в парадной форме.
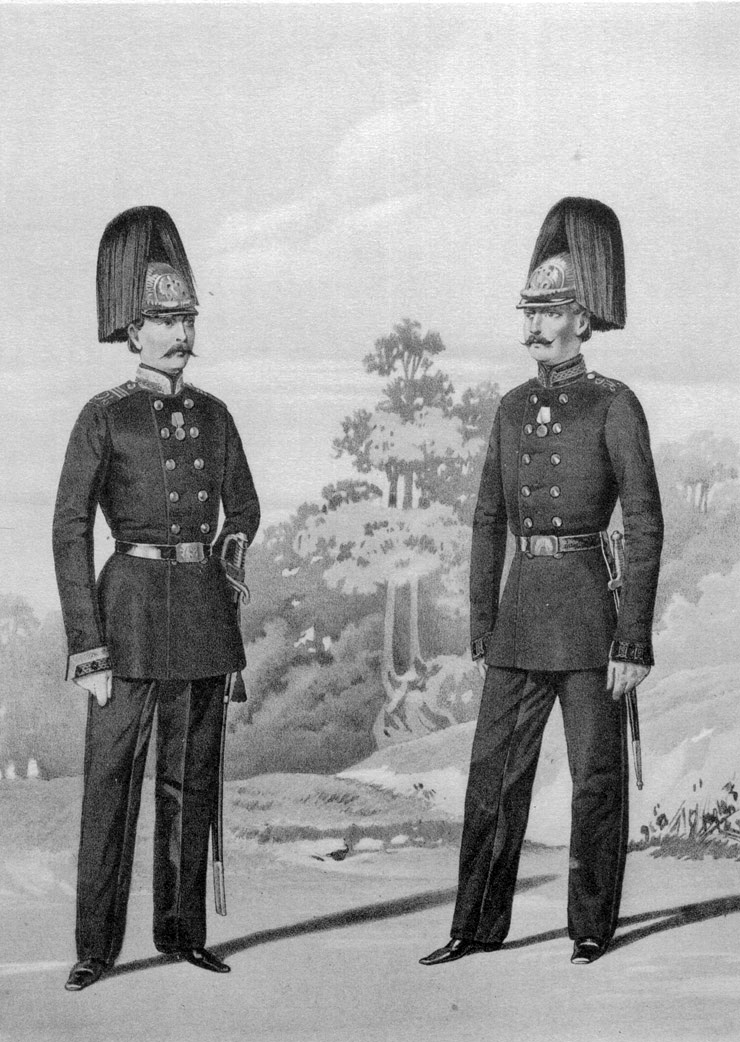
Фейерверкер и канонир батареи 21 мая 1859 года в парадной форме.
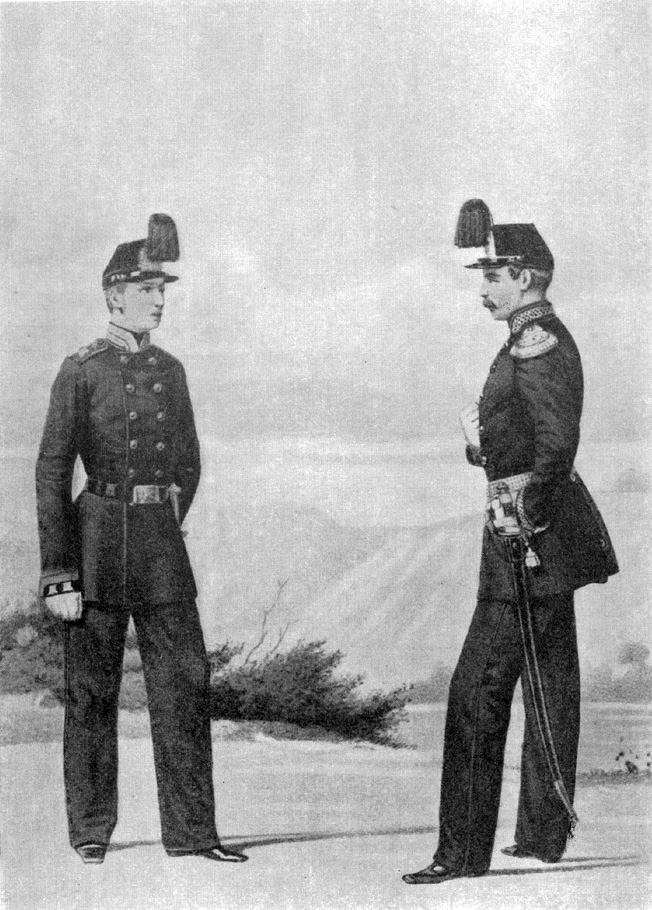
Юнкер Михайловского артиллерийского и Обер-офицер Николаевского инженерного училищ 29 марта 1862 года в парадной форме.
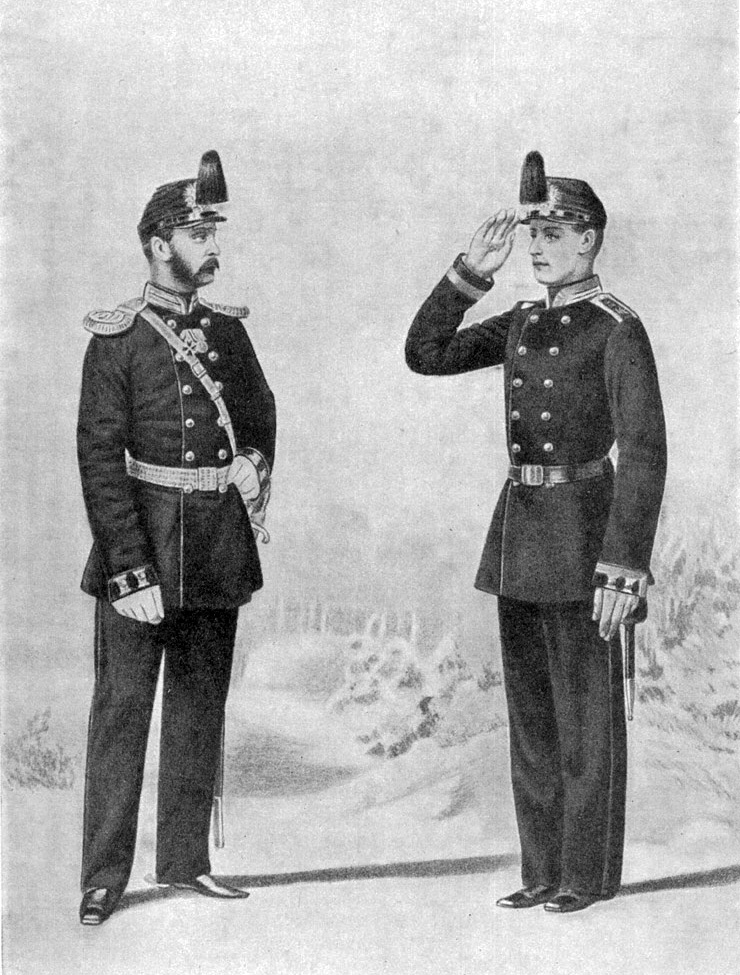
Обер-офицер и юнкер 24 мая 1864 года в парадной форме.

## Униформа и знаки
Униформа за время существования училища претерпевала неоднократные изменения:

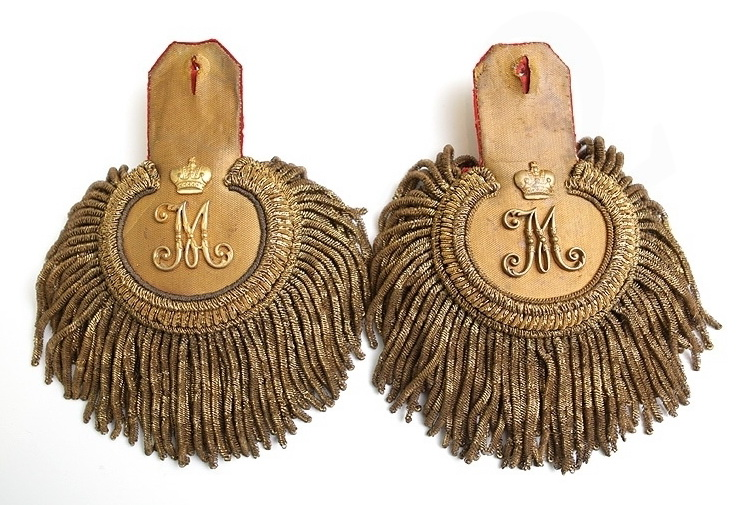
Эполеты полковника училища.

Юнкер и обер-офицер в парадной форме образца 1820 года.
Форма одежды полевой пешей артиллерии. Отличия: киверный герб с артиллерийской эмблемой, обшивка воротника и обшлагов золотистым галуном, у офицеров — шитьё на воротнике и обшлагах по установленному для училища рисунку.

Юнкер в парадной форме образца 1864 года (справа).
Форма одежды унтер-офицеров армейской пешей артиллерии. Отличия: погоны юнкеров обшивались по краям узким золотистым галуном, на гербах для касок — изображение орла с поднятыми кверху крыльями в сиянии, на бляхах поясов — орёл со скрещенными под ним топорами.

Младший портупей-юнкер в парадной форме образца 1910 года (в центре).
Чёрный двубортный мундир с алой выпушкой, чёрные шаровары, сапоги со шпорами, чёрный кожаный пояс с золотой бляхой, шашка на плечевой портупее, кивер с помпоном.

- 9.V.1820 — строевым офицерам, портупей-юнкерам и юнкерам присвоены обмундирование и вооружение по образцу полевой пешей артиллерии, при следующих изменениях:
  - Рукавные клапаны мундиров повелено иметь красные, с обкладкою у портупей-юнкеров и юнкеров из золотого галуна.
  - Киверные гербы кадетского образца, с прибавлением под орлом двух пушек.
  - Строевым офицерам, гербы на киверах и шитьё на воротнике, обшлагах и рукавных клапанах даны также по образцу кадетских корпусов, а эполеты совсем золотые.
- 26.V.1820 — строевым офицерам, портупей-юнкерам и юнкерам, вместо назначенных прежде двубортных, повелено иметь однобортные мундиры, с красной, по борту и от борта до фалд, выпушкою и с девятью плоскими, медными пуговицами.
- 26.I.1822 — на киверах повелено иметь круглые помпоны: у офицеров — серебряные, а у портупей-юнкеров и юнкеров — красные, шерстяные.
- С 1824 года — как строевые офицеры, так и портупей-юнкера и юнкера начали носить кивера выше, а этишкеты шире прежних.
- 11.II.1826 — офицерам и юнкерам, вместо бывших у них темно-зелёных панталон (у офицеров — с высокими сапогами, у прочих — с крагами), установлены темно-зелёные длинные панталоны с красной выпушкой; генералам, штаб-офицерам и адъютантам — сапоги с прибивными шпорами, как это введено в кадетских корпусах и в Главном Инженерном училище.
- 10.V.1826 — генералам, штаб-офицерам и адъютанту летом в строю, если они должны быть верхом, установлены такие же белые полотняные панталоны, какие присвоены этим чинам в кадетских корпусах.
- 11.I.1827 — на офицерских эполетах, для различия чинов, установлены серебряные кованые звездочки в том же порядке, какой был установлен для офицерских эполет всех войск.
- 24.IV.1828 — офицерам, юнкерам и нижним строевым чинам даны кивера новой формы, одинаковые с введёнными в то же время в кадетских корпусах и Дворянском полку, с прежним же изображением в полукружии герба.
- 26.XII.1829 — офицерам и юнкерам установлены пуговицы на обмундировании с таким же гербом, какой присвоен пуговицам в гвардейской пешей и конной артиллерии.
- 20.VIII.1830 — шпаги у офицеров заменены полусаблями с чёрными ножнами и медным вызолоченным прибором, как установлено в войсках армейской пехоты.
- 16.XII.1831 — юнкерам, для отличий между собою в званиях, указано иметь на погонах мундиров и курток золотой галун.
- 3.I.1833 — у офицеров и юнкеров отменены суконные полуштиблеты: у юнкеров отменены ещё подсумки и темляки, кроме тех, кто имеет их серебряные.
- 20.II.1833 — у офицеров и юнкеров отменены летние панталоны с пуговицами и козырьками, и заменены брюками без пуговиц и козырьков.
- 29.V.1834 — офицерам запрещено в строю носить ранцы, которые до этого они носили по образцу офицерских прочих войск и во всякое время носить шпоры; у панталон отменены подмочки.
- 26.IX.1834 — юнкерам с 1826 года имевшим ранцы, как у пехотных войск, при выступлении в летнее время в лагерь и обратно, установлено ношение ранцев не на двух плечевых и одном нагрудном, а на двух крестообразных ремнях.
- 21.X.1838 — подпруги у офицерских седел установлены темно-зелёные, с красными полосками; с этого же года на офицерские чепраки даны серебряные звёзды, по примеру гвардии.
- 15.VII.1837 — офицерам даны шарфы новой формы, одинаковые с введёнными во всех войсках.
- 17.XII.1837 — офицерам даны эполеты новой формы с прибавлением 4-го тонкого витка.
- 2.I.1844 — на околыше офицерских фуражек установлена продолговатая металлическая кокарда таких же цветов, какие присвоены кокардам офицерских шляп.
- 9.V.1844 — офицерам и юнкерам, вместо киверов даны каски с прежним киверным гербом, во всём подобные каскам, полученным строевыми чинами пехотных войск.
- 4.I.1845 — на офицерских касках с правой стороны, под чешуёй, установлена металлическая кокарда, как это установлено в войсках.
- 9.VIII.1845 — при лагерной форме каски указано носить без султанов, хотя бы те, кому они присвоены, были в мундирах. Перемены в обмундировании юнкеров распространялись и на барабанщиков, отличающихся от них такими же как в кадетских корпусах, нашивками на мундирах и красными султанами на касках.
- 7.VII.1847 — для юнкеров утверждена фуражка темно-зелёная, с чёрным околышем, с красными по обеим сторонам выпушками и с красной же выпушкой по верхнему кругу.
- 20.IX.1849 — училище в память его учредителя великого князя Михаила Павловича указано именовать впредь Михайловским Артиллерийским училищам; офицерам его на погонах и эполетах, воспитанникам на погонах установлен вензель «М» под короной.
- 8.VI.1853 — между галуном и выпушкой на мундирах указано оставлять просвет.
- 31.III.1855 — обмундирование прежнее, с такими же переменами в покрое и офицерском шитье на парадных полукафтанах, какие в это время исследовали в кадетских корпусах, но у офицеров, кондукторов и юнкеров воротник и обшлага бархатные, вместо суконных; амуниция чёрная (переход на двубортный мундир). Сюртук у офицеров отменен.
- 1.V.1855 — армейским офицерам, прикомандированным к училищу, на полукафтанах погонов не носить — носить всегда эполеты. Ранцевые ремни для артиллерийской принадлежности из чёрной кожи, вощеные.
- 19.VI.1857 — на гербах для касок генералов, штаб- и обер-офицеров, воспитанников и строевых нижних чинов должно быть изображение орла с поднятыми кверху крыльями, в сиянии.
- 24.III.1867 — юнкерам для занятий в классах и домашнего употребления иметь короткие плащи по следующему описанию:
  - Короткий плащ — только для занятий в классах и домашнего употребления, из темно-зелёного неворсованного сукна, двубортный, на каждой стороне борта по шести пуговиц, присвоенных училищу; пуговицы нашиваются только до талии; плащ кроится без талии с гладкою спинкою, свободною, но не широкою, бока прямые, воротник стоячий, спереди отлого закруглённый, имеющий вышины от 6/8 до 7/8 вершка, из такого же сукна и с такою же по верху выпушкой, застегивается на один крючок; на передних концах воротника нашиваются клапаны из чёрного сукна, с красною кругом выпушкою, шириною во всю высоту воротника, а длиною до заднего ребра плечевого погона. Воротник у крючка делается несколько ниже. В швах, соединяющих спинку с полами, с каждой стороны ниже талии оставляются прорезы для карманов (из чёрного коленкора), которые закрываются наружными суконными клапанами без выпушек. Спинка стягивается у пояса двумя суконными петлицами (шириною в 6/8 вершка), пришитыми наглухо над карманными клапанами и застегивающимися на одну пуговицу; длина пол от 5 до 6 вершков ниже пояса; грудные лацканы прострочены без выпушек. Рукав кроится прямой, с двумя швами, внизу оканчивается пришивным обшлагом, без разреза и без выпушек, шириною в три вершка. Края бортов под петлями подшиваются темно-зелёным сукном, а все прочие части плаща, за исключением пол, подшиваются белым подкладочным холстом. Полы остаются без подкладки.
  - Пуговицы на погонах одинаковые с бортовыми. Погоны не обшиваются узким галуном.
- 1872 — юнкерский мундир стал однобортным с застежкой на 8 пуговиц. Носили юнкера поясной ремень из чёрной лакированной кожи и поясную бляху жёлтой меди, с гренадой, без номера.
- 1882 — прибор золотой. Фуражка — чёрная, без козырька (так называемая бескозырка), с алой выпушкой и чёрным околышем. На околыше располагалась кокарда. Фельдфебели носили фуражку с козырьком. Юнкерам полагался двубортный мундир образца армейской пехоты 1881 года. Воротник и обшлага мундира имели алую выпушку. Шаровары носили укороченные и длинные, без выпушки. Зимнюю форму одежды дополняла барашковая шапка образца 1881 года и серая пехотная шинель. Юнкерские погоны —алые без выпушки, с жёлтым вензелем великого князя Михаила Павловича в виде буквы «М», обшивались по краям золотым галуном. Кушак у фельдфебелей — алый. Пуговицы и поясные бляхи красной меди с гренадой. У офицеров была форма «царского» цвета (морской волны), на воротнике и обшлагах — в 2 ряда шитье военно-учебных заведений.
- 1885 — юнкерам была присвоена в качестве летней формы одежды гимнастическая рубаха образца кавалерии и конной артиллерии.
- 9.V.1895 — Высочайше утверждён нагрудный жетон выпускника училища. Серебряный дульный срез нарезной пушки, под золотой императорской короной. В верхней части среза находятся две золотые лавровые ветки, увенчанные бантом, а в нижней части проходит надпись: «М. артиллерійское Уч.». Надпись и бант выполнены синей эмалью. Внутри среза — золотой вензель на чёрном фоне «М» и дата «1820».
- 1902 — на поясной бляхе и пуговицах появился герб военно-учебного заведения.
- 1904 — на поясной бляхе и пуговицах герб был заменен орлом.
- 1907 — юнкера стали носить двубортный мундир с алой выпушкой по борту и обшлагам. Сзади на мундире — карманные клапаны.
- 1909 — на клапаны воротника шинели и на воротник мундира прибавили тёмно-зелёную выпушку.
- 1909—1910 — юнкерам был присвоен кивер гвардейского пехотного образца чёрного фетра, на котором спереди красовался герб военно-учебных заведений — орёл с опущенными крыльями в сиянии. При парадной форме юнкера носили на кивере унтер-офицерский помпон.
- 7.III.1911 — Высочайше утверждён знак об окончании училища. Золотой двуглавый орел времен Николая I, увенчанный Императорской короной, держащий в лапах два скрещенных ствола пушек, стальной и бронзовый, на месте скрещения которых наложена серебряная оксидированная сферическая граната с пламенем. На крыльях орла — накладные серебряные вензеля Императоров Александра I (слева) и Николая II (справа). В центре знака воспроизведён жетон училища.
- 1914 — форма разделилась на форму военного и мирного времени.
  - В состав формы военного времени входили: походная суконная рубаха защитного сукна с погонами, шаровары чёрные укороченные, поясной ремень с бляхой, плечевая портупея, шашка с темляком, сапоги высокие и шпоры, фуражка защитного цвета с козырьком, перчатки коричневые (в строю — кому такие были присвоены; при увольнении в отпуск — по желанию), шинель пехотного образца (в скатанном виде перекидывалась через левое плечо), револьверная кобура с револьвером и шнуром к нему, наушники, башлык.
  - Форма мирного времени разделялась на парадную, обыкновенную, служебную, домашнюю.
  - Парадная форма включала: мундир, укороченные шаровары, поясной ремень, у фельдфебелей белый кожаный ремень (в реальности это был кожаный ремень палевого цвета), шашку, офицерский темляк, кому он был присвоен, высокие сапоги, шпоры, кивер с помпоном и кистями, награды и нагрудные знаки, белые замшевые перчатки, шинель, наушники по особому распоряжению.
  - Обыкновенная форма отличалась от парадной тем, что юнкера надевали кивер без помпона и коричневые перчатки вместо белых. Что касается шинелей, то их, как и при парадной форме, полагалось надевать только в рукава.
  - Служебная форма включала: мундир, который, как правило, в расположении училища по приказанию начальника училища заменялся рубахой, укороченные шаровары, поясной ремень, высокие сапоги, бескозырку (у фельдфебелей фуражка была с козырьком), воинские награды и знаки, коричневые перчатки, шинель в рукава или внакидку, наушники в особых случаях, башлык по особому приказанию.
  - Домашняя форма включала: гимнастическую рубаху (гимнастёрку) защитного цвета, с погонами, шаровары чёрные длинные, поясной ремень, короткие сапоги, бескозырку при выходе из здания училища, награды и знаки — по желанию, шинель — также по желанию, если не следовало особого приказания при выходе из здания училища надевать шинель. При верховой езде михайловцы носили тёмно-синие шаровары.
  - Головные уборы разделялись на кивер, бескозырку и летнюю фуражку. В летнее время в лагере защитную гимнастерку часто заменяла холщовая рубаха, дополненная белой бескозыркой.
  - Фельдфебелям присваивались на погоны лычки из широкого золотого; у них была фуражка с козырьком и дополнительная тесьма по верхнему краю наружного обода кивера. Старшим портупей-юнкерам присваивались 3 лычки на погоны из басонной тесьмы, младшим — две лычки. Для портупей-юнкеров полагался тесак с офицерским темляком и револьвер. Фельдфебелям, кроме револьвера, полагалась шашка с офицерским темляком. В расположении училища носить шпоры при высоких сапогах разрешалось только фельдфебелям и портупей-юнкерам. Они также носили револьвер в револьверной кобуре. К форме начальствующих лиц из юнкеров полагался офицерский темляк.
  - Юнкерам, которые ещё в кадетском корпусе были вице-фельдфебелями или вице-унтер-офицерами, сохранялись на погонах: первым — продольная нашивка, вторым — поперечная нашивка по низу погона из узкого галуна.
  - Награды на груди юнкера обязаны были носить при парадной и обыкновенной формах во всех случаях, при служебной же — только в отпуске. Кресты и медали надевались либо на мундир, либо на гимнастерку, либо прикреплялись к шинели, надетой в рукава. Нагрудные знаки, установленные для лиц, окончивших высшие или средние учебные заведения гражданского ведомства, юнкера имели право носить при всех формах одежды, когда о том объявлялось в приказе по училищу. Полученные за состязательную стрельбу в училище значки и призовые часы с цепочкой на выпуск, юнкера имели право носить при парадной и обыкновенной формах, а также при служебной форме — в отпуске.
  - Носить очки юнкера могли только вне строя. Им запрещалось носить пенсне, кольца и брелоки. С 1911 года юнкерам разрешалось носить часы, не выставляя при этом цепочки.

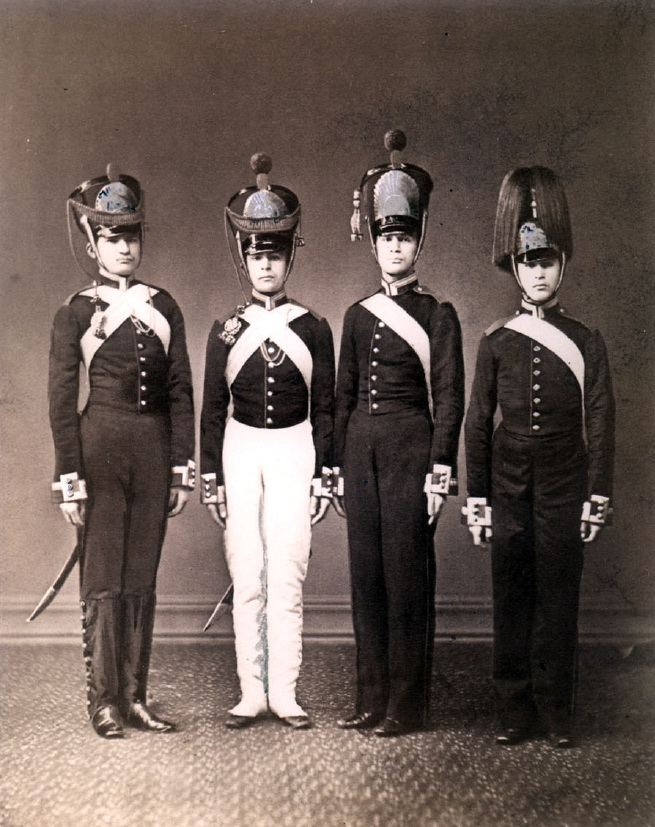
Года: 1820—1824—1833—1844.
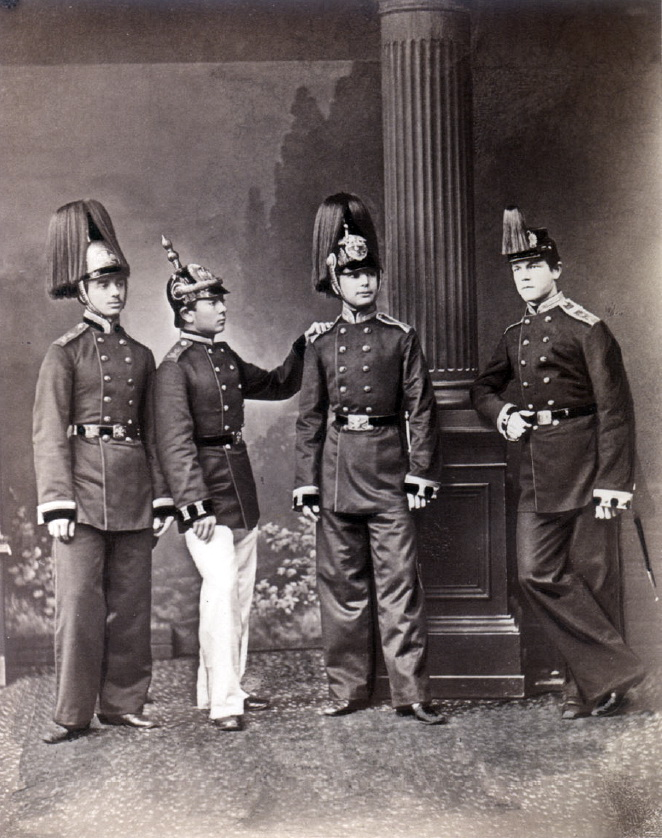
Года: 1855—1857—1861—1864.
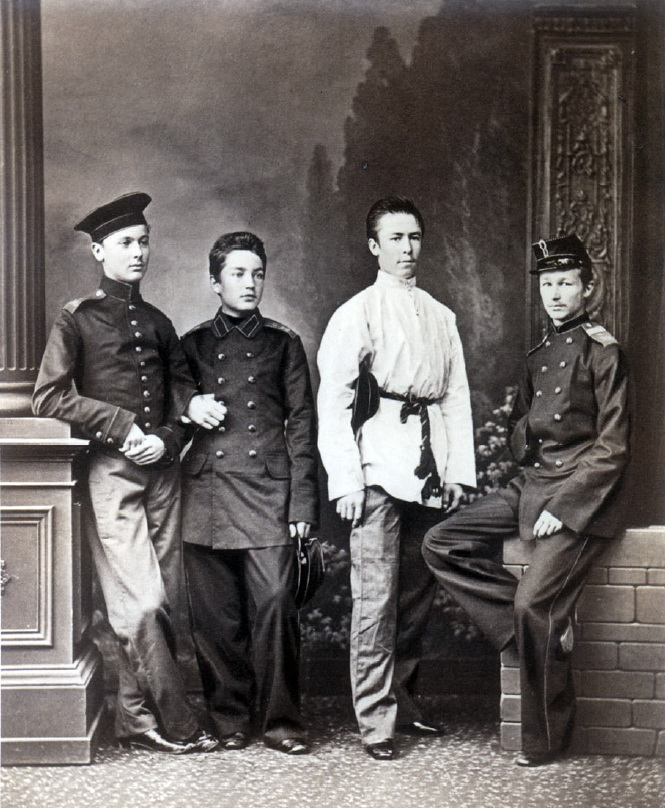
Года: 1849—1864—1856—1870.
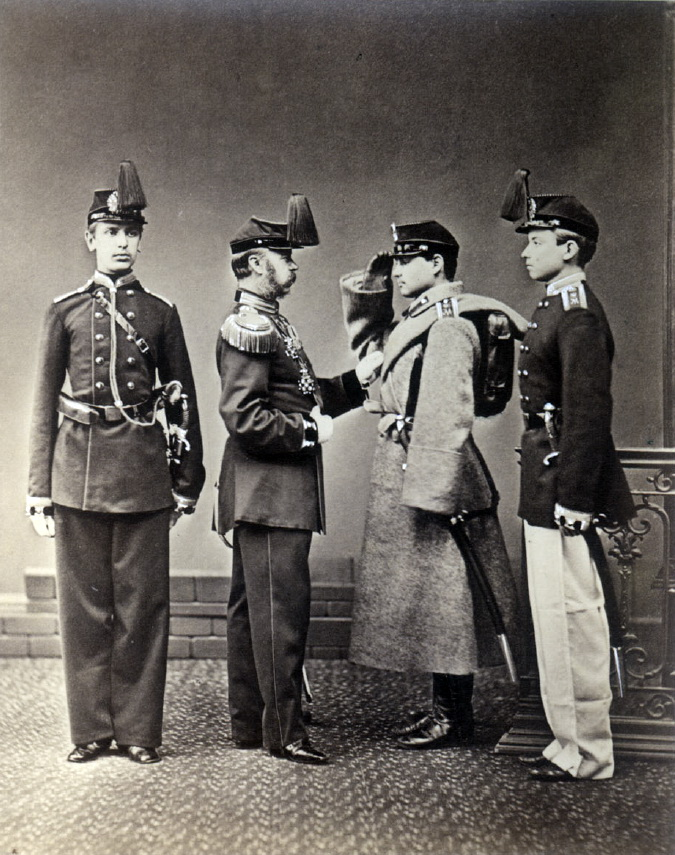
Год: 1870.
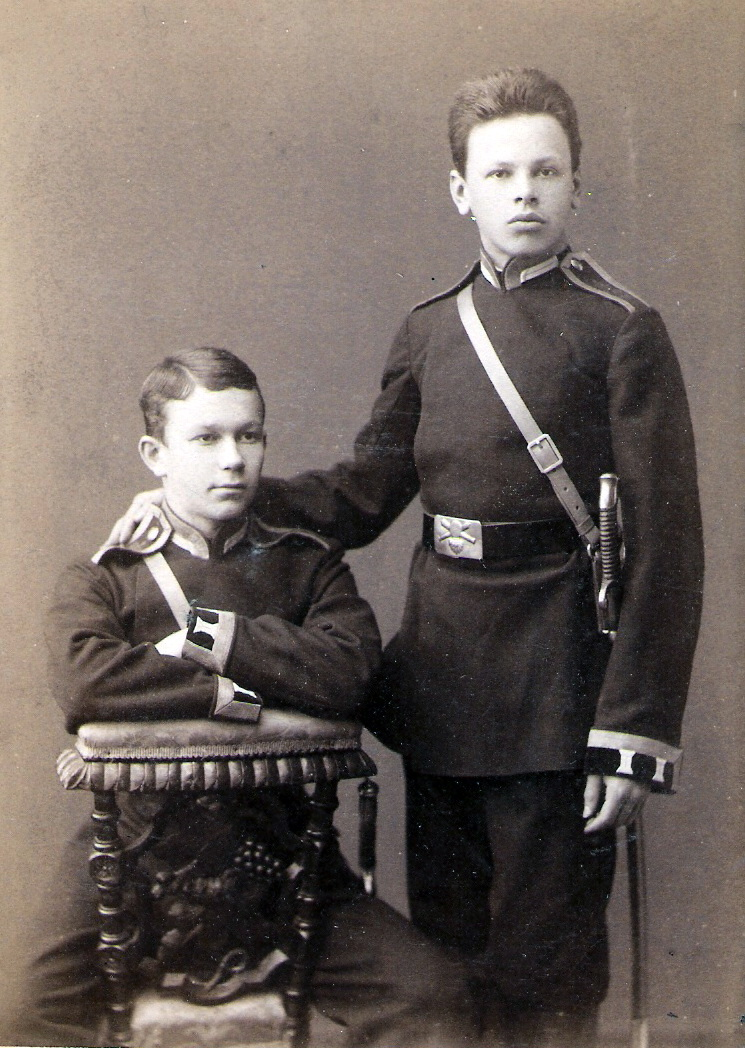
Смысловские Евгений Константинович и Павел Константинович. 1885 год.
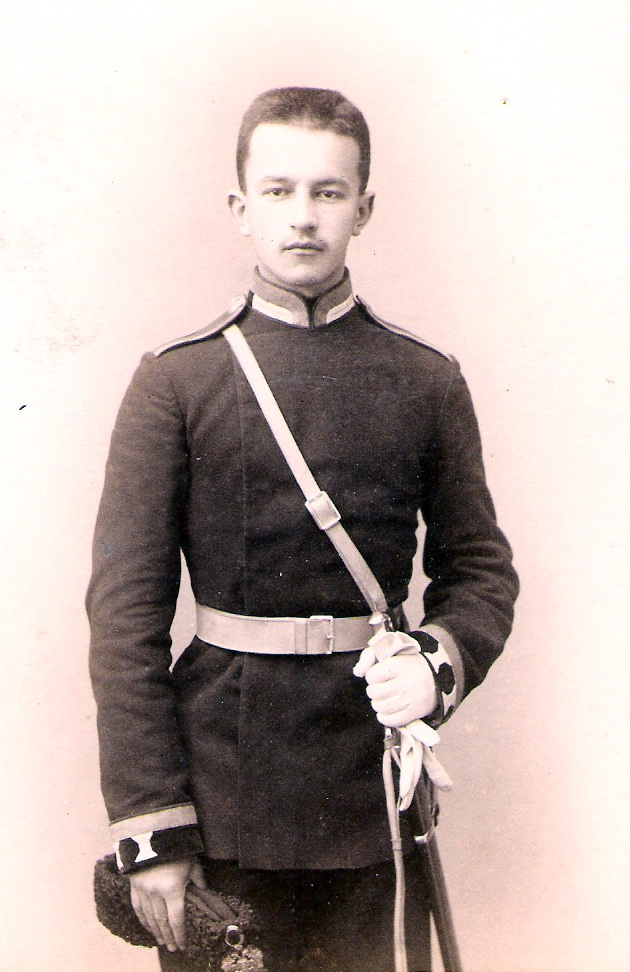
Смысловский Алексей Константинович. 1893 год.
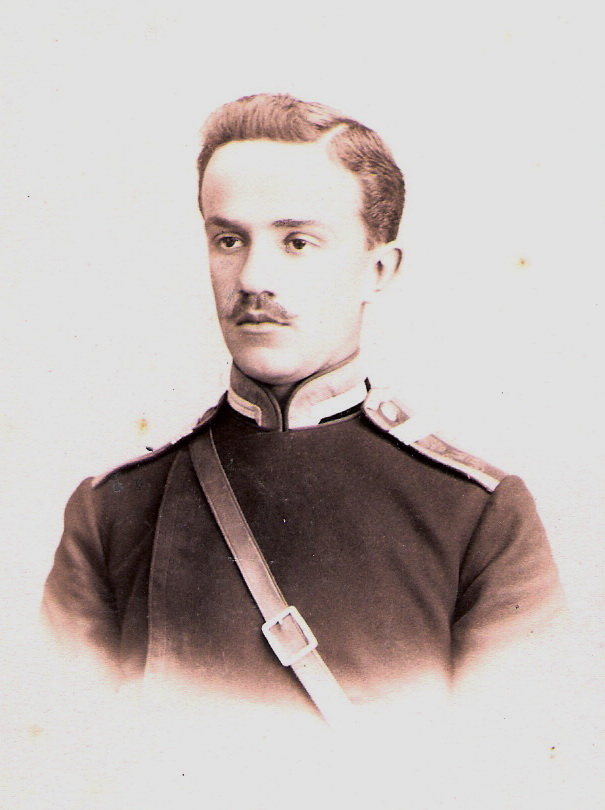
Портупей-юнкер. 1890-е годы.
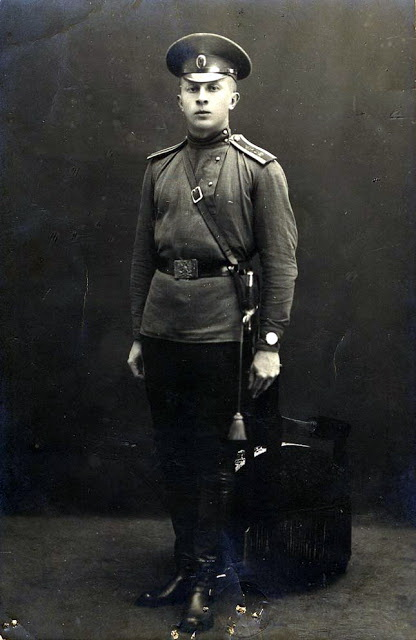
1914-1916 года.
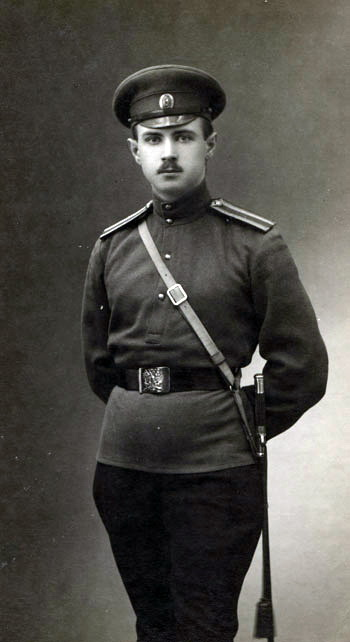
1914-1916 года.
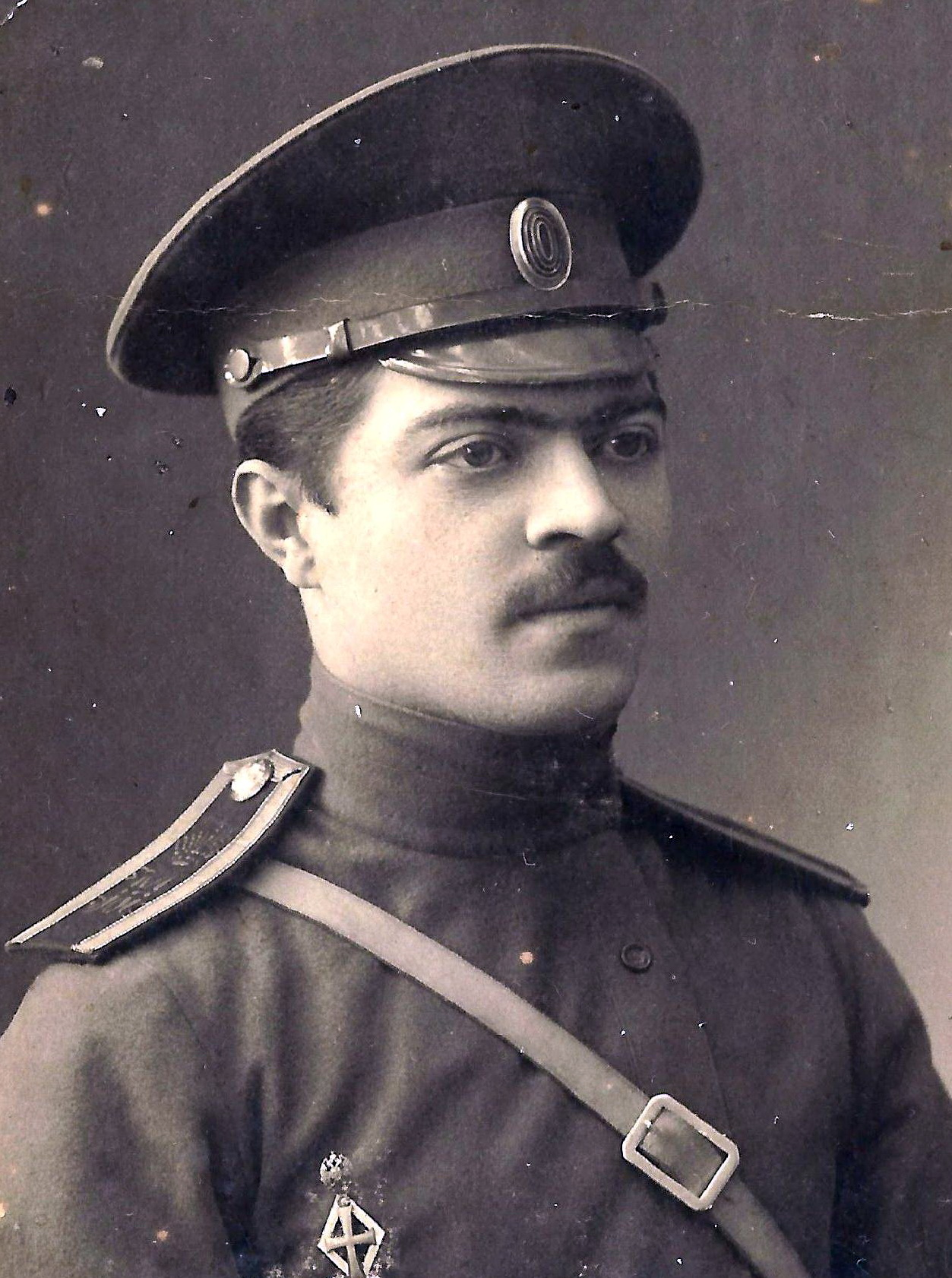
Журин Виктор Васильевич. 1916 год.

|                                                                                              |                                                                                           |                                                                                   |                                                          |
| Жетон выпускника. Учреждён 09.V.1895. Серебро 84-й пробы, золочение. Мастерская Фёдора Руча. | Знак об окончании училища. Учреждён 07.III.1911. Серебро 84-й пробы. Мастерская «Эдуард». | Знак об окончании училища. Бронза, золочение, серебрение. Мастерская «Э.Кортман». | Жетон к празднику училища (бальный жетон ???). 1901 год. |
|                                                                                              |                                                                                           |                                                                                   |                                                          |
| Жетон, выдававшийся за успехи стрельбе.                                                      | Жетон в форме погона.                                                                     | Жетон с образом погона. 1902 год.                                                 | Памятная медаль к 50-летию академии и училища. 1870 год. |
|                                                                                              |                                                                                           |                                                                                   |                                                          |
| Памятный знак к 50-летию академии. Мастерская «Э.Кортман».                                   |                                                                                           |                                                                                   |                                                          |

## Административно-преподавательский состав и выпускники

### Главноначальствующие, управляющие, командиры и начальники
в хронологическом порядке с указанием дат исполнения обязанностей
Великий князь Михаил Павлович (1820—1849) — Генерал-фельдцейхмейстер, основатель училища
- Засядко Александр Дмитриевич (9.05.1820—1827) — управляющий бригадой и училищем
- Козен Пётр Андреевич (04.1826—09.1826) — временный управляющий бригадой и училищем
- Сумароков Сергей Павлович (25.10.1826—23.03.1827) — временный управляющий бригадой и училищем
  - Вохин Николай Васильевич (9.05.1820—10.1821) — командир училища
  - Ваксмут Андрей Яковлевич (10.1821—?) — командир учебной бригады и училища
    - Затлер (01.1822-10.1826) — командир училища
- Опперман Карл Иванович, граф (03.1827—07.1831) — главноначальствующий училищем
- Сухозанет Иван Онуфриевич (14.121831—30.051836) — главноначальствующий училищем
  - Перрен Пётр Яковлевич (19.03.1827—1834) — управляющий бригадой и училищем
    - Кованько Михаил Михайлович (1827—1834) — командир училища
- Долгоруков Илья Андреевич, князь (06.1836—8.10.1848) — главноначальствующий училищем
- Безак, Александр Павлович (10.1848—1849) — главноначальствующий училищем
  - Кованько Михаил Михайлович (1834—01.1838) — начальник училища
  - Философов, Алексей Илларионович // Большая русская биографическая энциклопедия (электронное издание). — Версия 3.0. — М.: Бизнессофт, ИДДК, 2007. (01.1838—04.1838) — временный начальник училища
  - Розен Иван Федорович, барон (04.1838—26.03.1839) — и. о. начальника училища, (26.03.1839—05.1853) — начальник училища

Ростовцев Яков Иванович (1849—6.02.1860) — начальник главного штаба Его Императорского Величества по военно-учебным заведениям
- Резвой Орест Павлович (19.04.1853—23.01.1857) — начальник училища
- Крыжановский Николай Андреевич (1857—1861) — начальник училища и академии

Великий князь Михаил Николаевич (9.02.1860—6.12.1862) — Генерал-фельдцейхмейстер, главный начальник военно-учебных заведений
- Платов, Александр Степанович (2.04.1861—9.11.1867) — начальник училища, (9.11.1867—26.08.1871) — начальник училища и академии

Баранцов Александр Алексеевич (6.12.1862—10.06.1881) — товарищ Генерал-фельдцейхмейстера
- Рот, Константин Иванович // Большая русская биографическая энциклопедия (электронное издание). — Версия 3.0. — М.: Бизнессофт, ИДДК, 2007. (08.1871—1881) — начальник училища и академии
- Демьяненков Николай Афанасьевич (1881—1898) — начальник училища и академии
- Валевачев, Степан Прокопьевич — начальник училища и академии в 1899-1900 гг.
- Невадовский Дмитрий Иванович (13.03.1899—4.01.1900) — помощник начальника училища и академии, (4.01.1900—25.07.1906) — начальник училища
- Вахарловский Всеволод Николаевич (25.07.1906—28.09.1912) — начальник училища
- Карачан, Пётр Петрович (26.121912—21.10.1916) — начальник училища
- Леонтовский Иван Михайлович (14.12.1916—3.10.1917) — начальник училища
- Михайловский Иван Петрович (1917 ???) — последний начальник училища, позже начальник 1-х Советских артиллерийских командных курсов

### Командиры батарей
в хронологическом порядке с указанием дат исполнения обязанностей
- Фрейман Г. А. (1834—1835)
- Мисершмит А. К. (1835—1839)
- Кузьмин В. Н. (1839—1849)
- Дитерихс, Константин Егорович (1849—1854)
- Коханов (Каханов) Иван Семёнович (1854—1864)
- Фриде Алексей Яковлевич (1864—1866)
- Вейсфлог А.К. (1866—?)
- Баумгартен Александр Трофимович (1873-3.08.1888)[8]
- Чернявский Василий Тимофеевич (3.08.1888-1.08.1894)
- Долгов Владимир Александрович — командир полубатареи
- Бодиско Владимир Константинович (19.07.1898-?) — командир полубатареи
- Мамонтов Владимир Петрович (21.01.1899-12.08.1908)
- Туров Владимир Дмитриевич (21.01.1899-25.08.1905)
- Леонтовский Иван Михайлович (3.09.1903-?) — командир полубатареи
- Бодиско Владимир Константинович (6.11.1905-9.08.1909)
- Леонтовский Иван Михайлович (16.09.1908-22.06.1914)
- Микеладзе Вячеслав Артемьевич, князь (09.09.1909-23.05.1912)
- Марцынкевич Владимир Каэтанович (с 25.05.1911) — командир полубатареи
- Авринский Владимир Александрович (22.03.1915-?) — капитан на 1914 год
- Невядомский Павел Ричардович (7.07.1916-1917)

### Инспекторы классов
в хронологическом порядке с указанием дат исполнения обязанностей
- Воейков, Александр Фёдорович (1821—1825)
- Медем Николай Васильевич, барон (1826—1834)
- Вессель, Егор Христианович фон (1834—1840)
- Резвой Орест Павлович (22.08.1842—19.04.1853)
- Шиц Р. Б. (19.04.1853—1857)
- Платов, Александр Степанович (8.01.1858—2.04.1861)
- Гадолин, Аксель Вильгельмович (2.04.1861—1867)
- Демьяненков, Николай Афанасьевич (1867—?)
- Кирпичёв, Лев Львович — помощник инспектора (03.1871—09.1881), инспектор (09.1881—1884)
- Брикс Андрей Александрович — помощник инспектора (12.02.1898—06.08.1899), инспектор (06.08.1899—04.01.1900, 04.01.1900—18.02.1914)[9].
- Нилус, Андрей Александрович — помощник инспектора и инспектор (1899—1905)
- Гродский Георгий Дмитриевич — помощник инспектора (30.11.1905—28.11.1909), инспектор (28.03.1914—1917
- Гнучев Владимир Александрович — помощник инспектора на 1914 год
- Гуранда Николай Власьевич (?—1917) — помощник инспектора

#### Преподаватели
с указанием дат исполнения обязанностей
- Агокас Евгений Викторович (1906—1910)
- Альбицкий Пётр Михайлович
- Альбов
- Андреев Михаил Никанорович (1852—?)
- Анкудович Викентий Александрович (1820—1855)
- Арсеньев Константин Иванович
- Барановский — генерал-майор, преподаватель практической механики (детали машин)
- Баранцов Александр Алексеевич
- Баумгарт Николай Андреевич (1839—1841)
- Белов Евгений Александрович
- Беляев, Алексей Михайлович // Большая русская биографическая энциклопедия (электронное издание). — Версия 3.0. — М.: Бизнессофт, ИДДК, 2007. (1852—?)
- Беляев Николай Тимофеевич
- фон Беренс В.К.
- фон Беренс Александр Иванович (1859—?)
- Благосветлов, Григорий Евлампиевич — преподавал русскую словесность после И. И. Введенского[10]
- Бокильон
- Больдт Е.Е.
- Борисов
- Брикс Андрей Александрович (27.02.1882—20.01.1898)
- Будаев Николай Сергеевич
- Буссе В.И.
- Веденский Иринарх Иванович (1847—1855?)
- фон дер Вейде (Михаил Яковлевич ?)
- Вейдеман Г.И. (1856—?)
- Вельяминов-Зернов А.А. (Алексей Алексеевич ?)
- Вернер Иван Иванович (1820—1840)
- Верховский В.П. (1860—?)
- Вессель Егор Христианович (12.1827—?)
- Вестермарк Э.П. (1843—1854)
- Визлер Николай Андреевич
- фон Витторф Николай Михайлович
- Воейков Александр Фёдорович (1821—?)
- Вознесенский Павел Иванович
- Воробьёв
- Всеволодов В.И.
- Вышнеградский Иван Алексеевич (1857—?)
- Гадолин Аксель Вильгельмович (1849—1867)
- Гегель Ермолай Ермолаевич
- Гельвих Петр Августинович
- Герн Оттомар Борисович (1855—?)
- Гессе Г.И. (1838—1849)
- Гиляровский Иоанн Михайлович (1854—?)
- Гионэ
- Гнучев Владимир Александрович - репетитор, гвардии капитан на 1909 год
- Голубинцев Евгений Матвеевич (1909-1915) — гвардии капитан на 1914 год
- Гольман Н.Е. (1838—?)
- Горлов, Александр Павлович (1858—?)[11]
- Граве (Грабе) Иван Платонович (1904—?)[12]
- Гродский Георгий Дмитриевич (21.09.1897—?)
- Гуранда Николай Власьевич (на 06.12.1914)
- Де-Витте Н.И. (1841—?)
- Де-Шарьер У.А. (1844—?)
- Демьяненков Николай Афанасьевич (1857—?)
- Дидло Карл Карлович (1832—1838)[13]
- Динакур
- Дитрихс К.Е. (?—1840)
- Дорлиак, Фабиан Викторов. // Большая русская биографическая энциклопедия (электронное издание). — Версия 3.0. — М.: Бизнессофт, ИДДК, 2007.
- Драгомиров Михаил Иванович
- Дурляхов Ростислав Августович (Дурлахер Роберт Августович) (1900—1908)
- Дыхов С.С.
- Дютак И.И. (1838—?)
- Жарков Н.Ф. (1861—?)
- Забудский, Григорий Александрович // Большая русская биографическая энциклопедия (электронное издание). — Версия 3.0. — М.: Бизнессофт, ИДДК, 2007.
- Забудский Николай Александрович
- Завадовский Иосиф Иванович (07.04.1866—26.05.1872)
- Зворыкин
- Иоганни С.Г. (1849—05.1856)
- Иордан В.Е.
- Ипатьев Владимир Николаевич (06.08.1892—27.11.1899)
- Иохер, Адам-Феофил-Константин Адамович
- Каминский Станислав Клементьевич
- Каратеев Николай Васильевич
- Кармалин Николай Николаевич (1851—1854)
- Карцев А.П.
- Кащенко Григорий Семенович
- Кенинг, Адольф Иванович // Большая русская биографическая энциклопедия (электронное издание). — Версия 3.0. — М.: Бизнессофт, ИДДК, 2007. (1823)
- Квист Александр Ильич (1846—?)
- Киндерев, Александр Семенович // Большая русская биографическая энциклопедия (электронное издание). — Версия 3.0. — М.: Бизнессофт, ИДДК, 2007. (1820—1856)
- Кирпичёв Виктор Львович (1868—?)
- Кирпичёв, Лев Львович // Большая русская биографическая энциклопедия (электронное издание). — Версия 3.0. — М.: Бизнессофт, ИДДК, 2007. (1866—?)
- Кирпичёв Михаил Львович (1870—?)
- Кладо Ф.Н.
- Клодт B.К., барон (1855—?)
- Кнуст Александр Яковлевич
- Козловский Давид Евстафьевич (1911—?)
- Коркин Александр Николаевич
- Корольков Алексей Львович (10.08.1893—1908)
- Коссовский В.Г. (1859—?)
- Котиков М.А. (1859—?)
- Кочмарев (1824—1827)
- Кочубей П.А. (1846—?)
- Кублицкий Пётр Софронович
- Кузьмин Н.Ф. (1839—?)
- Кузьминский А.П.
- Куликов
- Куприянов Дмитрий Александрович
- Курдюмов Александр Павлович // Большая советская энциклопедия : [в 30 т.] / гл. ред.  А. М. Прохоров. — 3-е изд. — М. : Советская энциклопедия, 1969—1978.
- Курнанд И.А. (Иосиф Антонович ?)
- Кушакевич А.Я.
- Кюи Цезарь Антонович
- Лавринович
- Лавров, Пётр Лаврович (1844—?)
- Лансдорф
- Ласковский, Федор Федорович // Большая русская биографическая энциклопедия (электронное издание). — Версия 3.0. — М.: Бизнессофт, ИДДК, 2007. (?—1846)
- Лебедев, Петр Семенович // Большая русская биографическая энциклопедия (электронное издание). — Версия 3.0. — М.: Бизнессофт, ИДДК, 2007. (?—1856)
- Левицкий Казимир Васильевич
- Леер Генрих Антонович
- Лейхт Степан Андреевич (1857—?)
- Ленц Эмилий Христианович (1848—1861)
- Леонтовский Иван Михайлович
- Линкевич Платон Романович
- Лоренц
- Луневский Я.В. (1859—?)
- Маиевский (Маевский), Николай Владимирович
- Майдель, барон
- Майков
- Макаров Николай Иванович (1848—?)
- Макин В.П. (1839—?)
- Малецкий Д.Р. (1861—?)
- Малов Алексей Иванович (1820—1843)
- Мануилов Валерий Петрович
- Маслов И.П.
- Матюкевич, Феодосий Филиппович[14]
- Медем Николай Васильевич, барон (1823—1834)
- Мельников Павел Петрович (1833—1838)
- Мечников Валерий Валерьевич
- Миквиц Ф.Д.
- Михайлов Сергей Гаврилович
- Насветевич И.В. (1858—?)
- Неелов, Дмитрий Дмитриевич (1842—?)
- Некрасов Владимир Алексеевич
- Несчастливцев
- Нечаев Дмитрий Степанович
- Никитенко Александр Васильевич (?—1838)
- Никитин Петр Фёдорович
- Нилус Андрей Александрович
- Новосельский Н.Н. (1853—05.1856)
- Носов, Аким Евдокимович (1827—?)
- Орлов
- Ортенберг, Яков // Большая русская биографическая энциклопедия (электронное издание). — Версия 3.0. — М.: Бизнессофт, ИДДК, 2007.
- Оскерка А.А. (1856—1859)
- Остроградский Михаил Васильевич (1841—1860)
- Панкин Александр Васильевич
- Панпушко Семён Васильевич (1882—1891)
- Пашкевич В.А. (1868—?)
- Петрович Сергей Георгиевич
- Петрушевский Василий Фомич
- В. П. Степанов, Л. Н. Назарова. Плаксин Василий Тимофеевич // Лермонтовская энциклопедия / АН СССР. Ин-т рус. лит. (Пушкин. Дом); Науч.-ред. совет изд-ва "Сов. Энцикл."; Гл. ред. Мануйлов В. А., Редкол.: Андроников И. Л., Базанов В. Г., Бушмин А. С., Вацуро В. Э., Жданов В. В., Храпченко М. Б. — М.: Сов. Энцикл. — 1981. (?—1847)
- Платов, Александр Степанович (1837—1861)
- Попов Владимир Захарович
- Потоцкий Николай Платонович (1868—?)
- Раевский, Николай Фёдорович (1843—1846)
- Ратч, Василий Федорович // Большая русская биографическая энциклопедия (электронное издание). — Версия 3.0. — М.: Бизнессофт, ИДДК, 2007. (1839—?)
- Резвой Орест Павлович
- Родошковский О.И. (1846—?)
- Рождественский Иван Васильевич (1846—1849)
- Ростовцев
- Ротт
- Рощин Пётр Емельянович (1858—?)
- Рутенберг А.И.
- Салтанов И.А. (1859—?)
- Сапожников Алексей Васильевич (6.07.1896—1914)
- Севербрик, Иван Ефимович // Большая русская биографическая энциклопедия (электронное издание). — Версия 3.0. — М.: Бизнессофт, ИДДК, 2007.
- Семека
- Сержпутовский И.А.
- Солонина Андрей Андреевич (2.06.1899—3.01.1909)
- Срезневский (Измаил Иванович ?)
- Старк Н.И.
- Студзинский Александр Иванович (1874—?)
- Сумароков Сергей Павлович
- Тахтарёв Михаил Константинович
- Теннер Э.И. (1864—?)
- Тилло, Иван Алексеевич // Большая русская биографическая энциклопедия (электронное издание). — Версия 3.0. — М.: Бизнессофт, ИДДК, 2007.
- Тилло Василий Карлович
- Тимаев, Матвей Максимович // Большая русская биографическая энциклопедия (электронное издание). — Версия 3.0. — М.: Бизнессофт, ИДДК, 2007. (1825—?)
- Тиханов
- Троицкий
- Турунов, Яков Николаевич // Большая русская биографическая энциклопедия (электронное издание). — Версия 3.0. — М.: Бизнессофт, ИДДК, 2007. (1838—?)
- Усов С.А. (1847—?)
- Фадеев Александр Александрович (28.03.1838—11.03.1858)
- Фарафонтов
- Ферри де-Пеньи Ипполит Иосифович
- Ферсман, Александр Федорович // Большая русская биографическая энциклопедия (электронное издание). — Версия 3.0. — М.: Бизнессофт, ИДДК, 2007.
- Фёдоров Николай Павлович (1856—?)
- Филиппов Орест Гаврилович
- Фишер Адам Андреевич (1857—?)
- Фриде Александр Аполлонович
- Фриде Алексей Яковлевич
- Фроловский
- Хлыстов Фёдор Лаврович
- Цылов Николай Иванович (1822—1825)
- Цытович Николай Платонович (5.03.1896-?)
- Цветков Яков Яковлевич
- Чебышев Николай Львович (1852—?)
- Черепнин И.П. (1850—1854)
- Чиколини В.Н.
- Шильдбах
- Шиц Р.Б. (1837—1857)
- Шишков Леон Николаевич (1850—1865)
- Шульгин, Иван Петрович // Большая русская биографическая энциклопедия (электронное издание). — Версия 3.0. — М.: Бизнессофт, ИДДК, 2007. (?—1839)
- Шуббе Александр Карлович
- Щеглов
- Эгерштром Николай Фёдорович (1850—?)
- Энгельгардт, Александр Николаевич — преподавал химию[10]
- Язев Владимир Геннадьевич
- Яковлев Всеволод Григорьевич

#### Офицеры
с указанием дат исполнения обязанностей
- Авринский Владимир Александрович — капитан на 1914 год
- Агафонов Пётр Петрович — награждён Георгиевским оружием
- Анищенко А.
- Аносов Алексей Васильевич (1849-1851) — награждён Георгиевским оружием
- Арапов И.
- Барташёв Александр Измайлович
- Баумгартен (А.К., А.Т.) // Биографический словарь. — 2000. (1869-1873)
- Бенедиктов Александр Владимирович
- Берг В.А. (1863-?)
- Бергфалдт
- Беренс В.К.
- Болотников Иван Николаевич (c 26.08.1898)
- Борк Р.Н. (1867—?)
- Братчиков Семён Леонтьевич
- Бриммер Ю.А.
- Бржезинский
- Будаев Николай Сергеевич (1863-?)
- Буковский Павел Нарц(иссович ?) (на 1912 год)
- Буцкий Ф.Ф.
- Быков Е.
- Ваксмут Андрей Яковлевич
- Вахтин Николай Васильевич — фельдфебель (с 1821 года)
- Вейсфлог А.К. (1860-?)
- Векрот Антон (1825-?) — фельдфебель
- Веревкин Н.М.
- Видин Карл Ансов.
- Визлер А.А.
- Визлер Н.А.
- Вистенгаузен К.К.
- Волковицкий В.М. (1860-?)
- Внуков
- Высоцкий Сигизмунд-Освальд Цезаревич (на 1912 год)
- Вышеславцев Н(иколай Николаевич ?)
- Голенкин М.
- Голубинцев Евгений Матвеевич (1909-1915) — гвардии капитан на 1914 год
- Граве Иван Платонович — статья из Большой советской энциклопедии.
- Даллер (Далер) Александр Христианович
- де Саже Фёдор Христофорович
- Дитрихс К.Е. (1840-1845)
- Дитятьев Г.В.
- Долгов Владимир Александрович
- Домогацкий С.Н. (1868—?)
- Древинг Павел Петрович
- Дьяченко П.А. (1857—?)
- Дыхов С.С. (1864—?)
- Евреинов Алексей Александрович
- Жданко Николай Никодимович
- Жуков Владимир Дмитриевич
- Журули (Александр Ильич ?)
- Завадовский Иосиф Иванович (1866—?)
- Загоскин В.Н. (1867—?)
- Затлер
- Иордан В.Е.
- Калмыков П.
- Каминский Станислав Клементьевич (1869—?)
- Карпов Иван Николаевич
- Квапишевский Георгий Александрович (на 1912 год)
- Кеслин П.П.
- Клодт В.К., барон — фельдфебель (с 1824 года)
- Князев Сергей Михайлович (на 1.01.1909)
- Кобылин Пётр Николаевич (на 1912 год)
- Кобылинский С.О.
- Коверский Константин Петрович (на 1912 год)
- Козловский Георгий Михайлович (на 1912 год и на 1914 год — штабс-капитан)
- Коломацкий К(онстантин Константинович ?)
- Комендантов Н.Д.
- Коновалов Иван Иванович
- Котиков П.А.
- Котович П.И.
- Коханов А(лександр ?) С.
- Кремпин В(алериан ?)А(лександрович ?)
- Крыжановский Николай Андреевич
- Кузнецов Николай Григорьевич (на 1912 год)
- Кузьмин В.П.
- Куприянов Иван Александрович (15.01.1899-22.06.1911) — капитан на 1909 год
- Курайтис Иван Иванович
- Кюи Цезарь Антонович
- Лавров М.Л.
- Ланге Николай Августинович
- Лисенко О.Л.
- Маевский В.
- фон Майдель Игнатий Николаевич, барон (07.06.1902-?)
- Мамонтов Владимир Петрович (1894-1899)
- Мануилов Валерий Петрович
- Маркевич А.В.
- Марцинкевич Владимир Каэт. (на 1912 год)
- Масич Д.
- Медем В.В., барон
- Межинский
- Мельников А.М.
- Мельницкий, Николай Николаевич // Большая русская биографическая энциклопедия (электронное издание). — Версия 3.0. — М.: Бизнессофт, ИДДК, 2007.
- Мещерский С.И.
- Минин Николай Иванович (на 1912 год)
- Миронов Е. А. (1932-1937)
- Мисершмит А.К.
- Михайлов А.М.
- Михаловский И.С. (1857—?)
- Михаловский Н.Е.
- Невдахов Андрей Харитоньевич
- Невядомский Павел Ричардович (1912-7.07.1816)
- Нелидов Дмитрий Николаевич
- Новогребельский Владимир Станиславович — штабс-капитан на 1909 год
- Облаков Н.
- Ольшевский Владимир Александрович (на 1912 год)
- Оношко Вячеслав Иванович (на 1912 год) — Георгиевский кавалер, 1916 год, посмертно
- Ортенберг Я.Ф. — фельдфебель (1823—?)
- Остриков Н.
- Пастухов Н.А.
- Петерсон Ф.Д. — начальник офицерского отделения
- Петров В.Д.
- Петров Николай Кузьмич
- Пишо В(алерий Иванович ?)
- Плавский Михаил Михайлович
- Покровский Анатолий Егорович (на 1.01.1909)
- Поляков П.С.
- Попов Владимир Захарович
- Попов Николай Михайлович (на 1909 год - штабс-капитан и на 1912 год)
- Поцепухов Орест Петрович (на 1912 год)
- Руппенейд Николай Рич. (на 1912 год)
- Рутенберг А.И.
- Сарафанов Николай Павлович (на 1.01.1909)
- Сейделер (Мстислав Николаевич ?)
- Свидерский Константин Николаевич (на 1912 год) — награждён Георгиевским оружием
- Свистунов А(лександр ?) Н. — фельдфебель
- Сладковский Илья Николаевич (на 1912 год)
- Стефанов Сергей Афанасьевич (на 1912 год)
- Субботкин И.М. (1860-?)
- Таптыков А.И. (1860-?)
- Тарачков Алексей Николаевич (на 1.01.1909 год)
- Тидеман Максимиллиан Генрихович (1909-1912) — муж старшей сестры матери Константина Симонова
- Троицкий В.
- Унгерман (Александр Иванович ?)
- Усов С.А. (1867—?)
- Устругов Г(аврило ?) В.
- Утилов Николай Степанович (на 1912 год и на 1914 год — штабс-капитан)
- Фадеев А(лександр ?) А(лександрович ?)
- Фрейман Г(устав ?) А(нтонович ?)
- Фриде В.Я. (1865—?
- Цылов Николай Иванович — начальник офицерского отделения (1828-1840)
- Чаплин Николай Михайлович
- Черницкий
- Шипилов Л.И.
- Шкапский Борис Авенирович (на 1909 год - прикомандированный к училищу штабс-капитан 1-й Туркестанской артиллерийской дивизии и на 1912 год)
- Ш?едер Н.Б.
- Шмидт Ф.Ф.
- Шоколи Николай Александрович
- Шульман Рудольф Густавович (1827-1850)
- Яблонский Л.А. (1857—?)
- фон Ярмерштедт, Владимир Александрович  (1869-?)
- Язев Владимир Геннадиевич
- Язев К.
- Язев П.
- Яфимович Н(иколай ?) М(атвеевич ?) — фельдфебель (с 1826)

#### Церковные служащие
Полный список служащих: настоятели, псаломщики, старосты

#### Медицинский персонал
- Жобар, Павел Иванович // Большая русская биографическая энциклопедия (электронное издание). — Версия 3.0. — М.: Бизнессофт, ИДДК, 2007. (1820—1824)
- Смельский Елеазар Никитич (1824—1840)
- Ивановский С.А. (1840—1840)
- Чистович Сергей Яковлевич (на 1912 год, ?—1917)
- Маштаков Александр Васильевич (на 1912 год)
- Гонтарев Михаил Андреевич (на 1912 год) - ветеринар
- Мартиновский Владимир Леонидович (на 1917 год)

#### Выпускники
Полные списки выпускников академии и училища 1820-1870

## Революция и преобразования

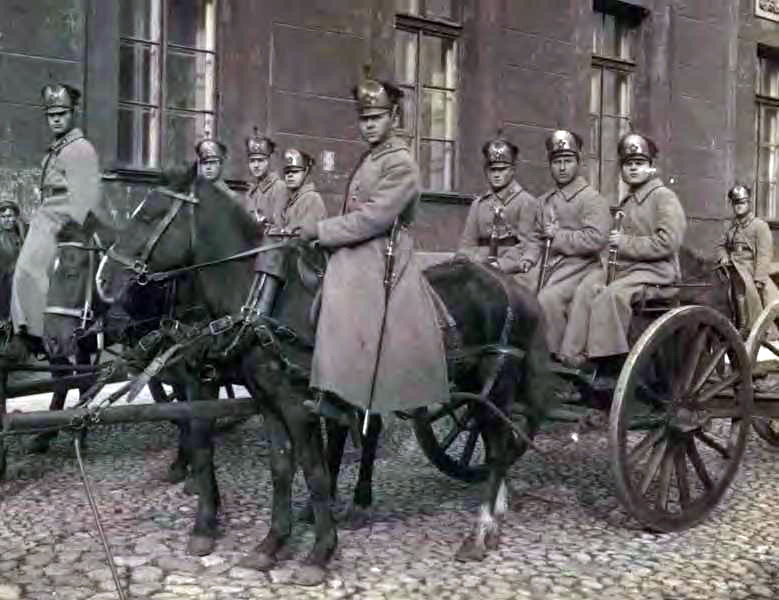
Красные курсанты 1-х Советских артиллерийских Петроградских командных курсов. Герб на кивере заменён звездой.

6.11.1917 училище было формально расформировано, а 14.02.1918 года Народный комиссариат по военным делам издал приказ № 130 об открытии на базе расформированных 12-и бывших военных училищ командных курсов РККА. Фактически же была произведена реорганизация Михайловского училища в 1-е Советские артиллерийские Петроградские командные курсы. Это учебное заведение использовало здания, имущество и обмундирование, оставшиеся от училища. Окончательно, училищная форма была ликвидирована только к 30-м годам, кавалерийские сапоги со шпорами отменили только в 1953 году.

... Михайловское училище! А ведь мы спали на кроватях этих ребят, на матрасах, набитых конским волосом. Кстати, мы использовали этот конский волос для натирки паркетных полов. В столовой же нам приносили хлеб на подносах Михайловского училища с большим вензелем «М» на них. И ещё одна деталь. Все три года учёбы мы проносили шпоры на сапогах — атавизм, конечно, но никого он не удивлял. Правда, шпоры приносили нам дополнительные хлопоты, поскольку их надо было все время содержать в порядке и, не дай бог, старшина на утренней поверке обнаружит у кого-нибудь ржавчину на них — наряд вне очереди обеспечен. «Поднять правую ногу...», потом та же процедура происходила с левой ногой, и старшина внимательно изучал наши шпоры. Когда же были дневальными, то к шпорам присовокуплялся клинок — тоже атавизм. Тем не менее, это считалось в порядке вещей, никого не удивляло, зато на танцах по субботам (уже на старших курсах) девицы млели от звяканья наших шпор в вихре вальса. Да, были времена...— Из письма выпускника 2-го Ленинградского артиллерийского училища 1949 года Э.А. Позднякова
На курсы были автоматически зачислены преподаватели и часть оставшихся в Петрограде юнкеров Михайловского и Константиновского училищ. Первым начальником курсов стал бывший начальник училища И.П. Михайловский. Несмотря на начавшиеся почти сразу после открытия курсов репрессии, преподавание наук будущим командирам РККА велось на очень высоком уровне. Почти регулярно кто-либо из состава преподавателей или курсантов «бесследно исчезал», но это никак не отражалось на ходе учебной работы.
Первые массовые репрессии начались уже в июне 1918 года. Тотальные же чистки профессорско-преподавательского состава и обучающихся проводились в 1930—1931 годах по так называемому «Гвардейскому делу» (делу «Весна») и весной-летом 1938 года.

### История переименований
- 01.09.1920 — 2-е Советские артиллерийские Петроградские командные курсы
- 03.02.1921 — 3-я Петроградская школа комсостава полевой тяжёлой артиллерии РККА
- 18.05.1922 — Петроградская школа тяжёлой и береговой артиллерии комсостава РККА
- 11.01.1923 — Петроградская школа полевой тяжёлой артиллерии комсостава РККА
- 31.03.1923 — Петроградская командная школа тяжёлой и береговой артиллерии комсостава РККА
- 09.10.1924 — 2-я Ленинградская артиллерийская школа
- 16.03.1937 — 2-е Ленинградское артиллерийское училище
- 1941 — 2-е Томское артиллерийское училище (в связи с эвакуацией в город Томск)
- 1945 — 2-е Ленинградское артиллерийское училище
- 12.11.1957 — Коломенское артиллерийское училище (в связи с передислокацией в город Коломна).
- 31.01.1968 — Коломенское высшее артиллерийское ордена Ленина Краснознамённое командное училище им. Октябрьской Революции
- 17.11.1995 — Михайловское высшее артиллерийское командно-инженерное училище
- 29.08.1998 — Михайловский военный артиллерийский университет (филиал г. Коломна)
- 15.12.2004 — Коломенское высшее артиллерийское командное училище (Военный институт)

8.02.2008 Распоряжением Правительства России Коломенское высшее артиллерийское командное училище было ликвидировано.

Память об училище
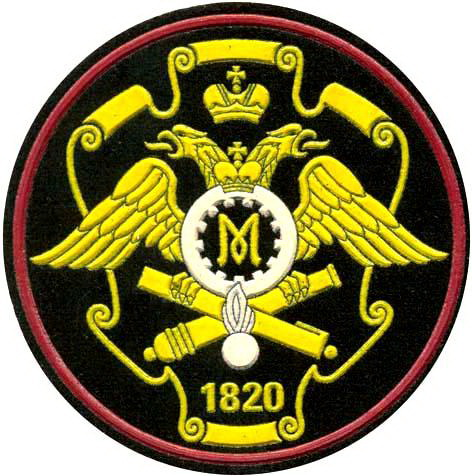
Нарукавный знак Михайловского высшего артиллерийского командно-инженерного училища. Утверждён в 1995 году.
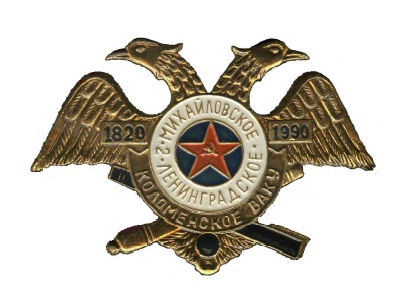
Официальный памятный знак к 170-летию училища. Утверждён в 1989 году. По политическим соображениям короны «сняты».
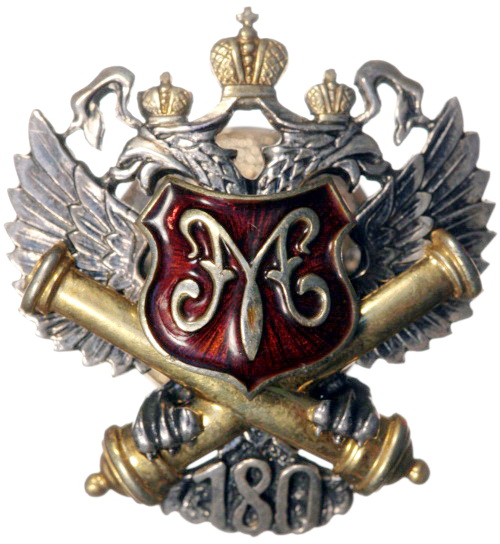
Неофициальный памятный знак к 180-летию училища. Серебро, золочение. 2000 год.